# Mèze
Mèze [mɛ.zə] est une commune française située dans le sud du département de l'Hérault, en région Occitanie. Elle appartient à la communauté d'agglomération Sète Agglopôle Méditerranée. Ses habitants sont appelés les Mézois.
Exposée à un climat méditerranéen, elle est drainée par le ruisseau de Nègue Vaques, le ruisseau du Pallas, le ruisseau de Font Frats, le ruisseau des Sacristains et par divers autres petits cours d'eau. La commune possède un patrimoine naturel remarquable : deux sites Natura 2000 (les « herbiers de l'étang de Thau » et l'« étang de Thau et lido de Sète à Agde »), un espace protégé (l'« étang de Thau ») et deux zones naturelles d'intérêt écologique, faunistique et floristique.
Mèze est une commune urbaine et littorale qui compte 12 711 habitants en 2022, après avoir connu une forte hausse de la population depuis 1962. Elle est dans l'unité urbaine de Mèze et fait partie de l'aire d'attraction de Montpellier. Ses habitants sont appelés les Mézois ou  Mézoises.
Tout comme Agde, elle fut fondée par les Phocéens au VIe siècle av. J.-C. Successivement refuge, comptoir commerçant et lieu d'habitation, la ville a connu un bon nombre d'occupations : grecque, romaine, prise par les troupes de Simon de Monfort, gérance par l'évêque d'Agde, jusqu'à la Révolution française.
Longtemps cantonnée à l'agriculture et à la pêche, l'économie mézoise se rouvre aux environs du VIe siècle au commerce maritime.
Elle constitue aujourd'hui la bourgade la plus ancienne du bassin de Thau et s'est même découvert une passion pour la paléontologie : à la suite de la mise au jour de fossiles d'œufs de dinosaures, les fouilles se poursuivent et un musée a été créé pour l'exposition de ces témoignages du passé. Malgré cette richesse de patrimoine, Mèze n'en demeure pas moins une ville dynamique : elle constitue une place forte de la conchyliculture et de l'ostréiculture et développe une vie sportive et culturelle importante. Elle possède aussi son pôle de recherches environnementales Ecosite (protection de l'étang, station de lagunage, épuration de l'eau…).

## Géographie

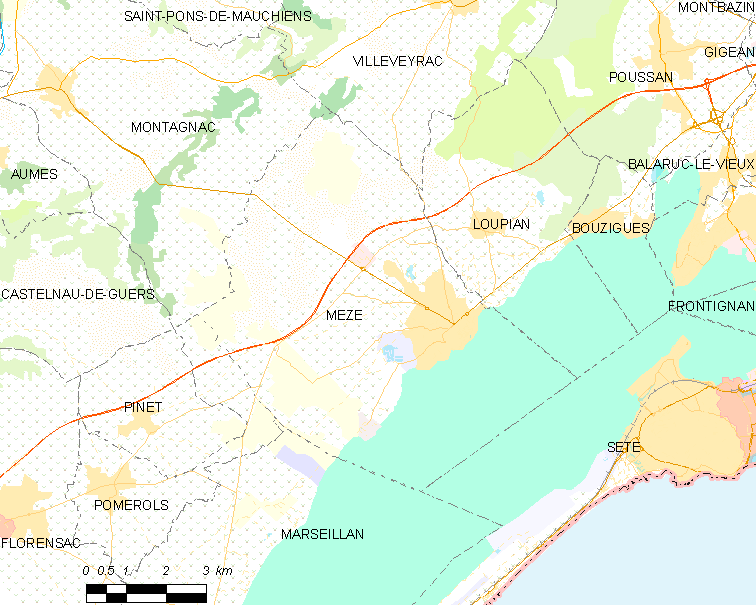
Carte.

### Situation
La commune de Mèze est le chef-lieu du canton de Mèze. Elle est située à 15,5 km d'Agde, 7 km de Sète et 30,6 km de Montpellier.
Le site est relativement plat. On trouve au nord-est de la ville le ruisseau du Sesquier et le lac des Sesquiers. La ville est blottie entre les vignes et l'étang de Thau.

### Communes limitrophes

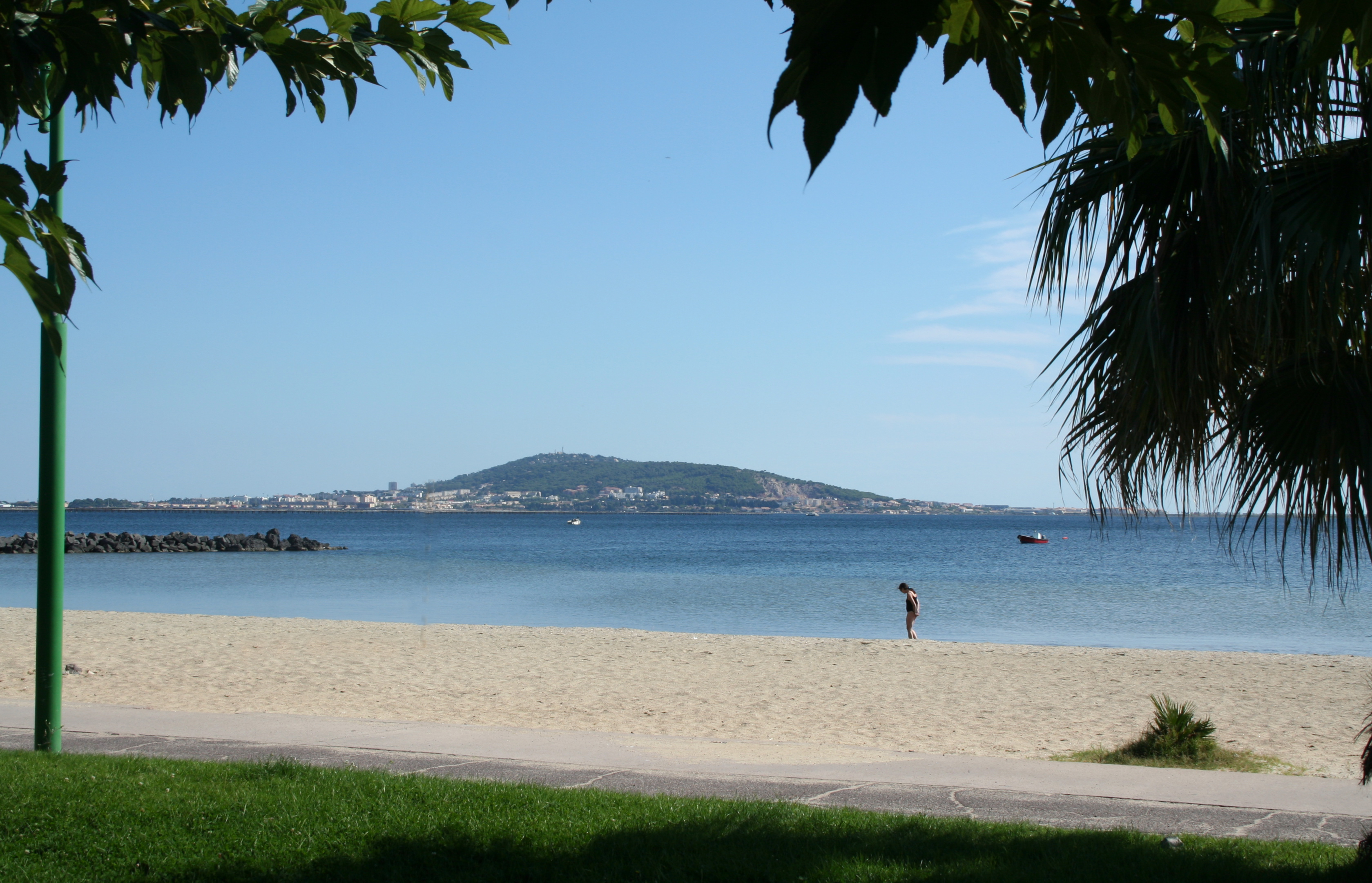
Plage sur l'étang de Thau et vue sur Sète.

Les communes limitrophes sont Villeveyrac, Loupian, Sète, Marseillan, Pomérols et Montagnac. Bien que le village de Pinet soit plus proche que le village de Pomérols, elle est séparée de la commune de Pinet sur quelques hectomètres par un morceau du territoire de la commune de Pomérols.
| Vendémian (17.66 / 26,11 km) St-Pargoire (13.17 / 18,96 km) St-Pons-de-Mauchiens (12.04 / 16,82 km) Montagnac (11.22 / 12,10 km) Aumes (11.77 / 14,49 km) Pézenas (14.79 / 18,55 km) Castelnau-de-Guers (12.94 / 21,90 km) | Aumelas (19.92 / 31,90 km)     | Villeveyrac (8.61 / 10,12 km) Loupian (3.05 / 4,35 km) Poussan (9.18 / 11,62 km) Bouzigues (5.43 / 6,28 km) Balaruc-les-Bains (6.88 / 13,33 km) |
| Nézignan-l'Évêque (15.42 / 23,99 km) | Mèze                           | Frontignan (La Peyrade) (10.32 / 16,49 km) |
| Pinet (7.66 / 9,64 km) Pomérols (8.88 / 11,06 km) Marseillan (9.47 / 12,89 km) | Étang de Thau (0.67 / 1,01 km) | Étang de Thau (Plage) (0.77 / 1,17 km) Sète (8.11 / 19,95 km)                                                                                   |

### Climat
Pour des articles plus généraux, voir Climat de l'Occitanie et Climat de l'Hérault.
En 2010, le climat de la commune est de type climat méditerranéen franc, selon une étude s'appuyant sur une série de données couvrant la période 1971-2000. En 2020, Météo-France publie une typologie des climats de la France métropolitaine dans laquelle la commune est exposée à un climat méditerranéen et est dans la région climatique  Provence, Languedoc-Roussillon, caractérisée par une pluviométrie faible en été, un très bon ensoleillement (2 600 h/an), un été chaud (21,5 °C), un air très sec en été, sec en toutes saisons, des vents forts (fréquence de 40 à 50 % de vents > 5 m/s) et peu de brouillards.
Pour la période 1971-2000, la température annuelle moyenne est de 14,9 °C, avec une amplitude thermique annuelle de 16,1 °C. Le cumul annuel moyen de précipitations est de 620 mm, avec 5,5 jours de précipitations en janvier et 2,3 jours en juillet. Pour la période 1991-2020, la température moyenne annuelle observée sur la station météorologique la plus proche, située sur la commune de Sète à 8 km à vol d'oiseau, est de 15,9 °C et le cumul annuel moyen de précipitations est de 543,4 mm,. Pour l'avenir, les paramètres climatiques de la commune estimés pour 2050 selon différents scénarios d’émission de gaz à effet de serre sont consultables sur un site dédié publié par Météo-France en novembre 2022.

### Voies de communication
L'autoroute A9 passe sur le territoire de la commune mais ne dessert pas Mèze directement ; il est nécessaire d'emprunter la sortie no 33 (Sète, Frontignan, Balaruc, Mèze).
La route nationale 113 traverse la ville entre les directions de Sète et Montagnac, de même que la route départementale D 613 (ex-N 113).

### Milieux naturels et biodiversité

#### Espaces protégés
La protection réglementaire est le mode d’intervention le plus fort pour préserver des espaces naturels remarquables et leur biodiversité associée,.
Un  espace protégé est présent sur la commune : 
l'« étang de Thau », un terrain acquis par le Conservatoire du Littoral, d'une superficie de 69,5 ha,.

#### Réseau Natura 2000

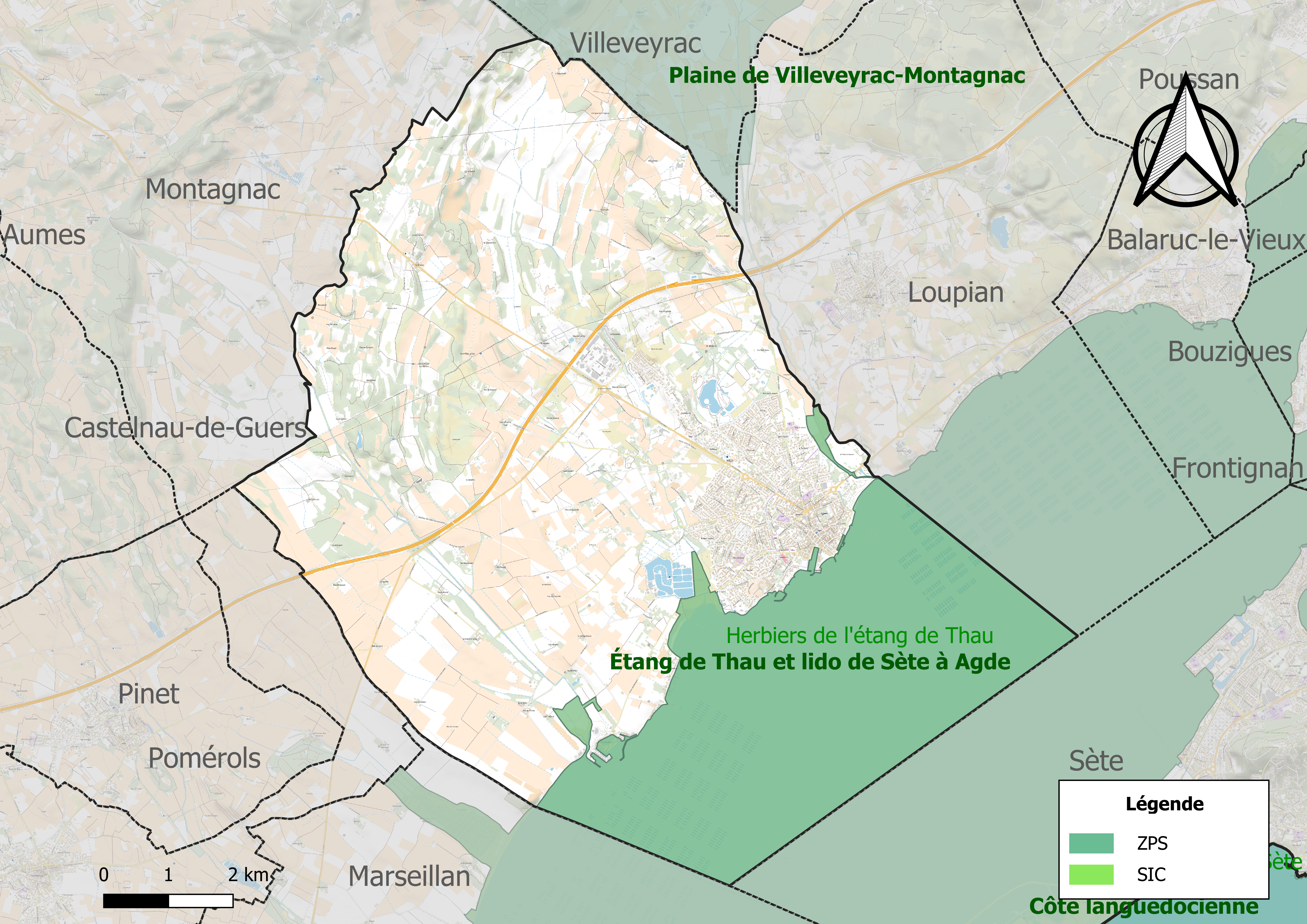
Site Natura 2000 sur le territoire communal.

Le réseau Natura 2000 est un réseau écologique européen de sites naturels d'intérêt écologique élaboré à partir des directives habitats et oiseaux, constitué de zones spéciales de conservation (ZSC) et de zones de protection spéciale (ZPS).
Un site Natura 2000 a été défini sur la commune au titre de la directive habitats :
- les « herbiers de l'étang de Thau », d'une superficie de 8 320 ha, abritant de très vastes herbiers de zostères (Zostera marina et Zostera noltii) en très bon état de conservation[15]

et un au titre de la directive oiseaux : 
- l'« étang de Thau et lido de Sète à Agde », d'une superficie de 7 770 ha, un site d'accueil et de repos pour une avifaune migratrice et nicheuse particulièrement riche. L'étang est d'ailleurs un site classé d'importance internationale en ce qui concerne le Flamant rose, c'est également une zone d'hivernage pour le Grèbe à cou noir[16].

#### Zones naturelles d'intérêt écologique, faunistique et floristique
L’inventaire des zones naturelles d'intérêt écologique, faunistique et floristique (ZNIEFF) a pour objectif de réaliser une couverture des zones les plus intéressantes sur le plan écologique, essentiellement dans la perspective d’améliorer la connaissance du patrimoine naturel national et de fournir aux différents décideurs un outil d’aide à la prise en compte de l’environnement dans l’aménagement du territoire.
Une ZNIEFF de type 1 est recensée sur la commune :
l'« étang de Thau » (6 790 ha), couvrant 8 communes du département et une ZNIEFF de type 2, : 
le « complexe paludo-laguno-dunaire de Bagnas et de Thau » (9 072 ha), couvrant 10 communes du département.

Carte des ZNIEFF de type 1 et 2 à Mèze.
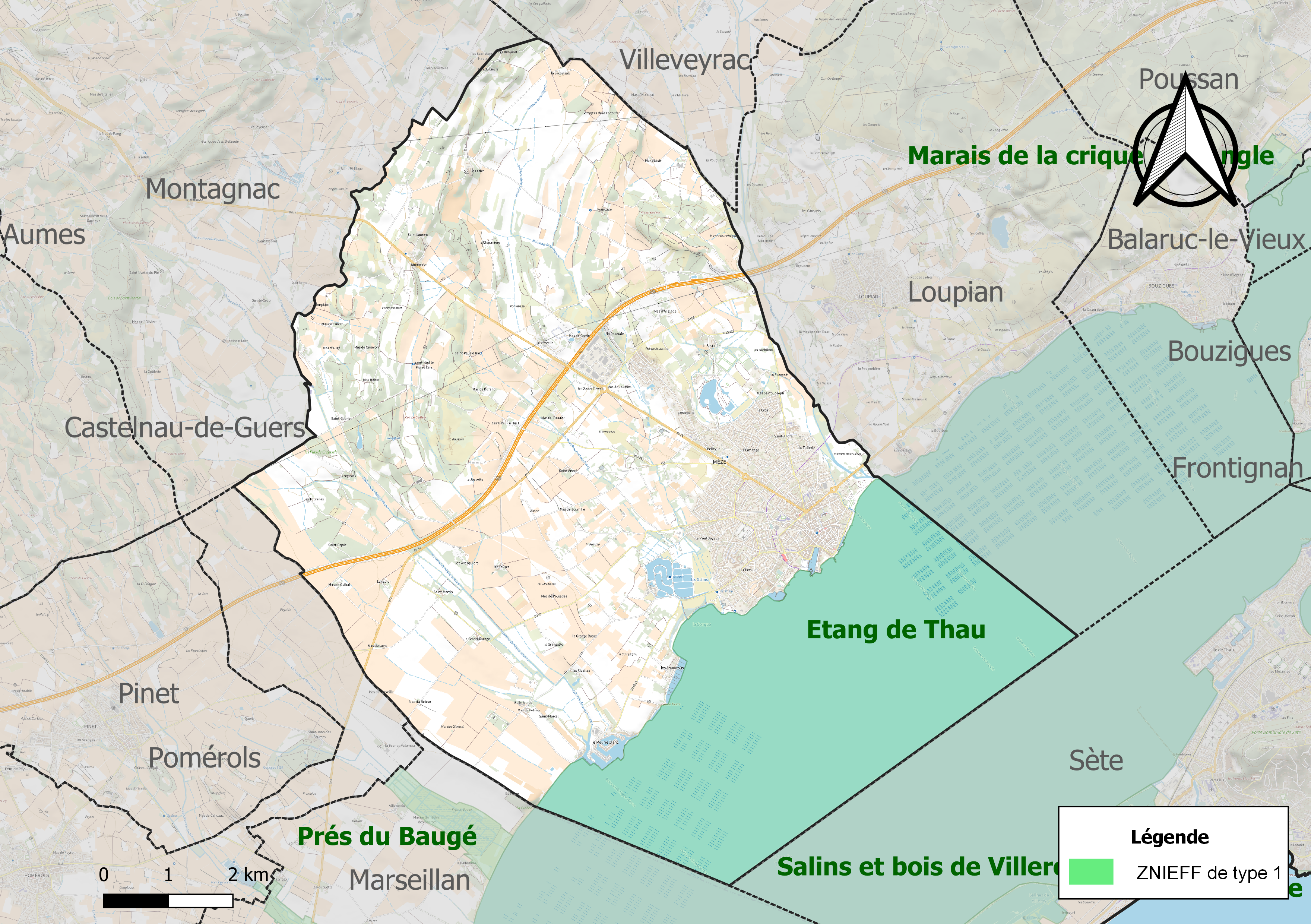
Carte de la ZNIEFF de type 1 sur la commune.
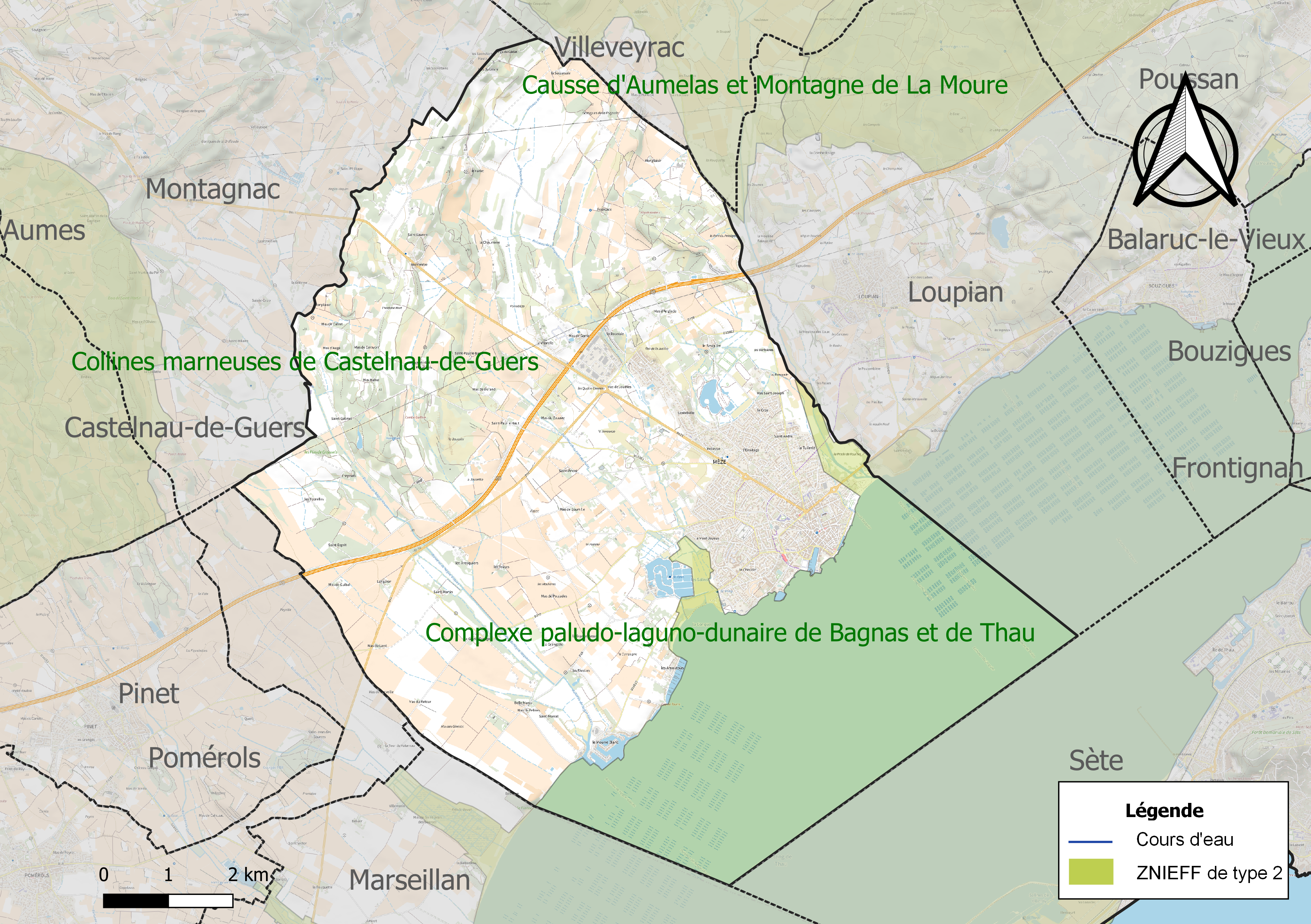
Carte de la ZNIEFF de type 2 sur la commune.

## Urbanisme

### Typologie
Au 1er janvier 2024, Mèze est catégorisée centre urbain intermédiaire, selon la nouvelle grille communale de densité à sept niveaux définie par l'Insee en 2022.
Elle appartient à l'unité urbaine de Mèze, une unité urbaine monocommunale constituant une ville isolée,. Par ailleurs la commune fait partie de l'aire d'attraction de Montpellier, dont elle est une commune de la couronne,. Cette aire, qui regroupe 161 communes, est catégorisée dans les aires de 700 000 habitants ou plus (hors Paris),.
La commune, bordée par la mer Méditerranée, est également une commune littorale au sens de la loi du 3 janvier 1986, dite loi littoral. Des dispositions spécifiques d’urbanisme s’y appliquent dès lors afin de préserver les espaces naturels, les sites, les paysages et l’équilibre écologique du littoral, tel le principe d'inconstructibilité, en dehors des espaces urbanisés, sur la bande littorale des 100 mètres, ou plus si le plan local d’urbanisme le prévoit.

### Occupation des sols
L'occupation des sols de la commune, telle qu'elle ressort de la base de données européenne d’occupation biophysique des sols Corine Land Cover (CLC), est marquée par l'importance des territoires agricoles (63,8 % en 2018), en diminution par rapport à 1990 (66,8 %). La répartition détaillée en 2018 est la suivante : 
cultures permanentes (35 %), eaux maritimes (25,3 %), zones agricoles hétérogènes (19 %), terres arables (9,6 %), zones urbanisées (7,2 %), zones humides intérieures (1,3 %), zones industrielles ou commerciales et réseaux de communication (1,2 %), espaces verts artificialisés, non agricoles (1,2 %), prairies (0,1 %), milieux à végétation arbustive et/ou herbacée (0,1 %). L'évolution de l’occupation des sols de la commune et de ses infrastructures peut être observée sur les différentes représentations cartographiques du territoire : la carte de Cassini (XVIIIe siècle), la carte d'état-major (1820-1866) et les cartes ou photos aériennes de l'IGN pour la période actuelle (1950 à aujourd'hui).

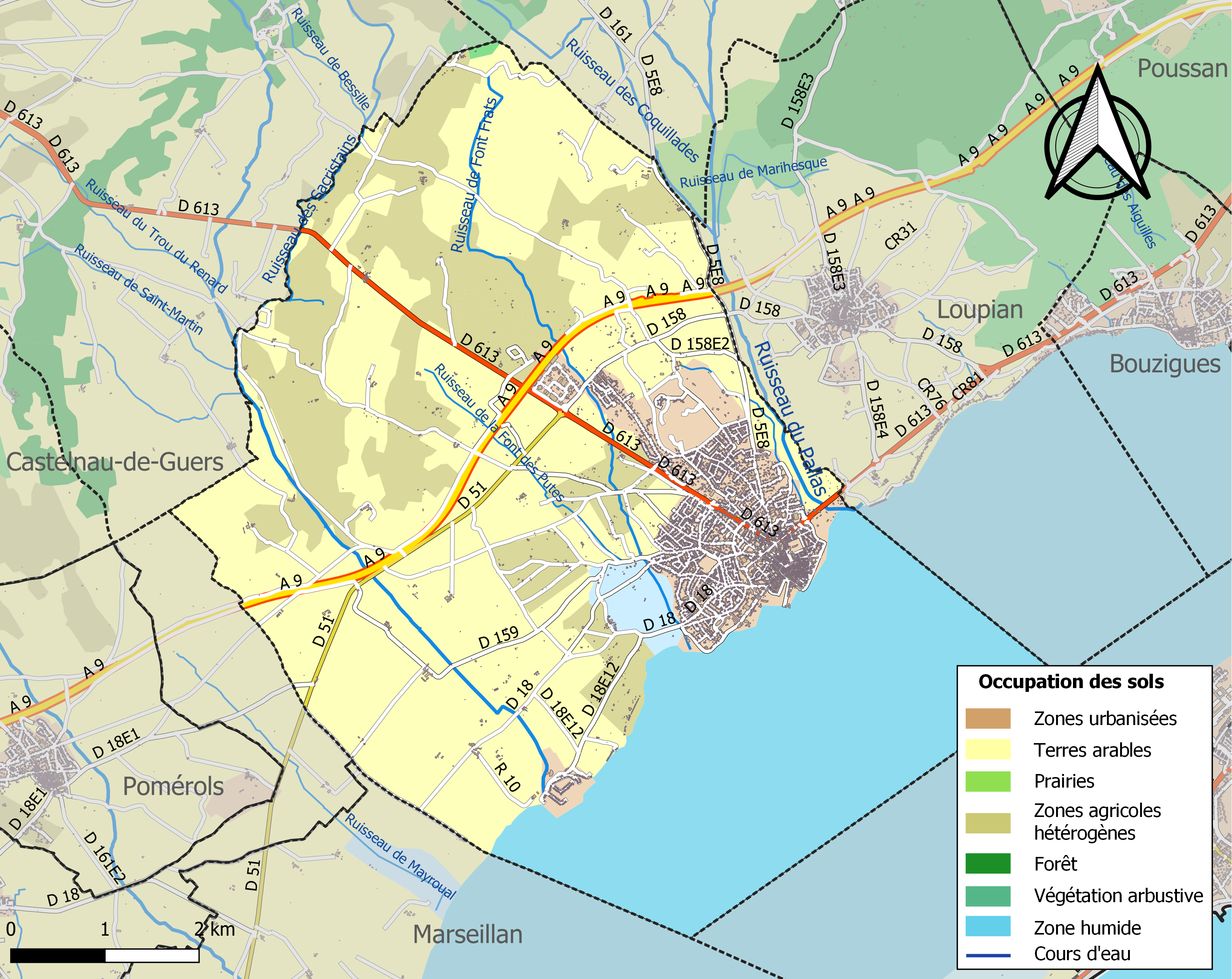
Carte des infrastructures et de l'occupation des sols de la commune en 2018 (CLC).

### Risques majeurs
Le territoire de la commune de Mèze est vulnérable à différents aléas naturels : météorologiques (tempête, orage, neige, grand froid, canicule ou sécheresse), inondations, feux de forêts et séisme (sismicité faible). Il est également exposé à un risque technologique, le transport de matières dangereuses, et à deux risques particuliers : le risque minier et le risque de radon. Un site publié par le BRGM permet d'évaluer simplement et rapidement les risques d'un bien localisé soit par son adresse soit par le numéro de sa parcelle.

#### Risques naturels
Certaines parties du territoire communal sont susceptibles d’être affectées par le risque d’inondation par débordement de cours d'eau, notamment le ruisseau de Nègue-Vaques et le ruisseau de Pallas. La commune a été reconnue en état de catastrophe naturelle au titre des dommages causés par les inondations et coulées de boue survenues en 1982, 1986, 1990, 1994, 1997, 1999, 2002, 2016, 2018 et 2019,.
Mèze est exposée au risque de feu de forêt. Un plan départemental de protection des forêts contre les incendies (PDPFCI) a été approuvé en juin 2013 et court jusqu'en 2022, où il doit être renouvelé. Les mesures individuelles de prévention contre les incendies sont précisées par deux arrêtés préfectoraux et s’appliquent dans les zones exposées aux incendies de forêt et à moins de 200 mètres de celles-ci. L’arrêté du 25 avril 2002 réglemente l'emploi du feu en interdisant notamment d’apporter du feu, de fumer et de jeter des mégots de cigarette dans les espaces sensibles et sur les voies qui les traversent sous peine de sanctions. L'arrêté du 11 mars 2013 rend le débroussaillement obligatoire, incombant au propriétaire ou ayant droit,.

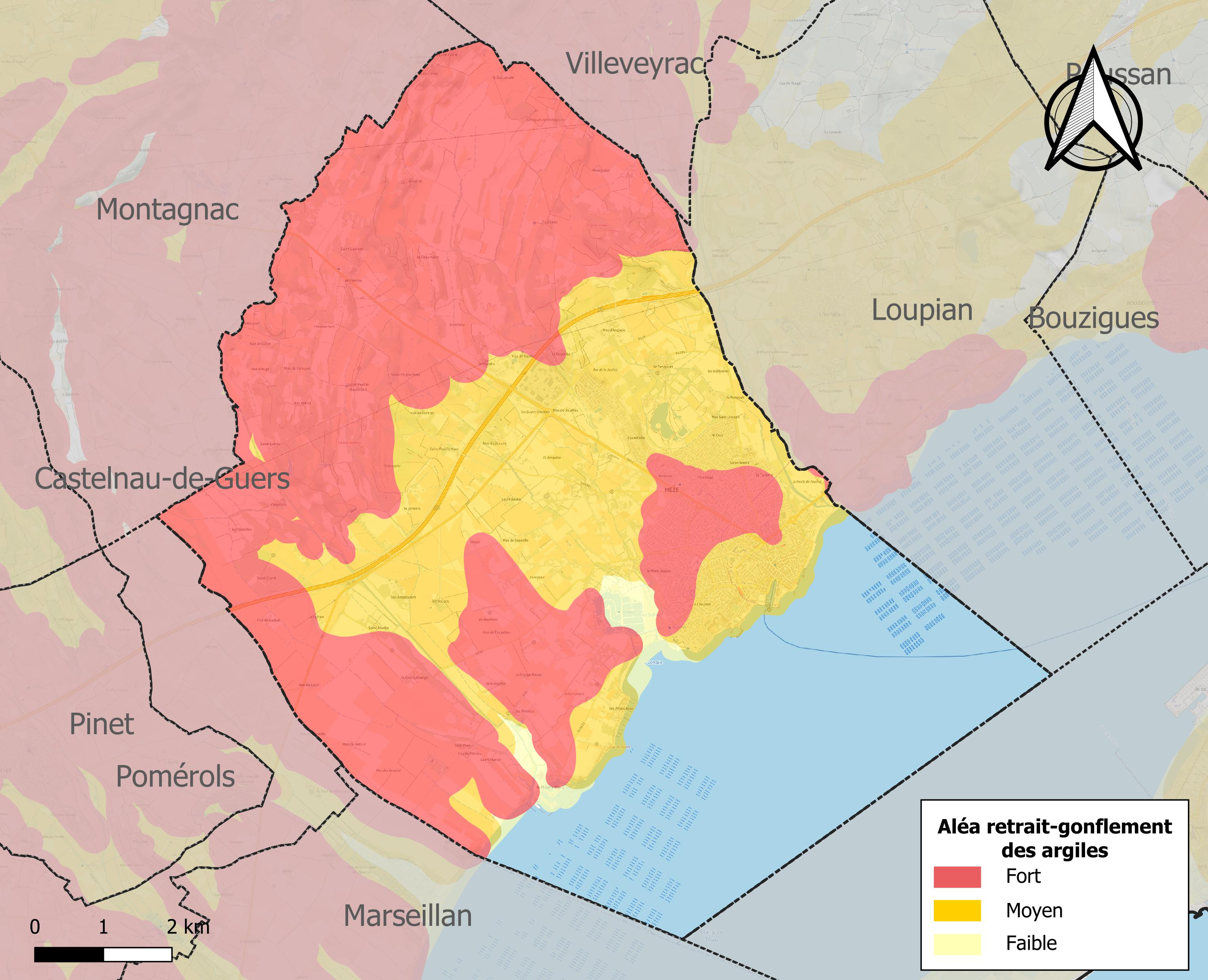
Carte des zones d'aléa retrait-gonflement des sols argileux de Mèze.

Le retrait-gonflement des sols argileux est susceptible d'engendrer des dommages importants aux bâtiments en cas d’alternance de périodes de sécheresse et de pluie. 74,3 % de la superficie communale est en aléa moyen ou fort (59,3 % au niveau départemental et 48,5 % au niveau national). Sur les 4 172 bâtiments dénombrés sur la commune en 2019, 4 170 sont en aléa moyen ou fort, soit 100 %, à comparer aux 85 % au niveau départemental et 54 % au niveau national. Une cartographie de l'exposition du territoire national au retrait gonflement des sols argileux est disponible sur le site du BRGM,.
Par ailleurs, afin de mieux appréhender le risque d’affaissement de terrain, l'inventaire national des cavités souterraines permet de localiser celles situées sur la commune.
Concernant les mouvements de terrains, la commune a été reconnue en état de catastrophe naturelle au titre des dommages causés par la sécheresse en 2019 et par des mouvements de terrain en 2016.

#### Risques technologiques
Le risque de transport de matières dangereuses sur la commune est lié à sa traversée par des infrastructures routières ou ferroviaires importantes ou la présence d'une canalisation de transport d'hydrocarbures. Un accident se produisant sur de telles infrastructures est susceptible d’avoir des effets graves sur les biens, les personnes ou l'environnement, selon la nature du matériau transporté. Des dispositions d’urbanisme peuvent être préconisées en conséquence.

#### Risque particulier
L’étude Scanning de Géodéris réalisée en 2008 a établi pour le département de l’Hérault une identification rapide des zones de risques miniers liés à l’instabilité des terrains. Elle a été complétée en 2015 par une étude approfondie sur les anciennes exploitations minières du bassin houiller de Graissessac et du district polymétallique de Villecelle. La commune est ainsi concernée par le risque minier, principalement lié à l’évolution des cavités souterraines laissées à l’abandon et sans entretien après l’exploitation des mines.
Dans plusieurs parties du territoire national, le radon, accumulé dans certains logements ou autres locaux, peut constituer une source significative d’exposition de la population aux rayonnements ionisants. Certaines communes du département sont concernées par le risque radon à un niveau plus ou moins élevé. Selon la classification de 2018, la commune de Mèze est classée en zone 2, à savoir zone à potentiel radon faible mais sur lesquelles des facteurs géologiques particuliers peuvent faciliter le transfert du radon vers les bâtiments.

## Héraldique
| Blason de Mèze | Les armes de Mèze se blasonnent ainsi : d'azur à un agneau pascal d'argent tenant de sa patte senestre de devant une longue croix de sable avec une banderole d'or, chargée d'une croix pattée de gueules, pendante de la longue croix et attachée avec des cordons d'azur, d'argent et de gueules. |

## Toponymie
Le nom est attesté : Mesua collis (Ier siècle Pomponius Mela), castrum de Mesoae (844), villam Mezua (987), villa de Mesoa. cum. ecclesia S. Hilarii (990), castello quem vocant Mesoa (vers 1036)n castellum de Mesoa (1045), Mesua (1077), Mesoam (1112)n decima S. Ylarii de Mesua (1122), castellum quod dicitur Messua (1152)n castri de Mezua (1173),  S. Ylarii de Mezua (1215), castrum de Mesua (1303), l'église de Mize 1518), Mèze (1563, 1626).
Dérive avec un suffixe prélatin -ua d'un thème pré-indo-européen *mis- « marécage ».
Le nom en occitan est Mesa ['me.zɔ].

## Histoire
L'histoire de la ville de Mèze est riche. Très différent de ce qu'il est aujourd'hui, le territoire de la ville aurait été décrit par le géographe romain Pomponius Mela comme « entourée d'eau de tous côtés » et uniquement « rattachée à la terre par une étroite chaussée ». De cette situation proviendrait le nom original de Mèze : Mansa, la « butte élevée surmontée de fumée ». En effet, un important foyer aurait servi à éclairer le site (vestiges retrouvés près de la chapelle des Pénitents).
Les premiers habitants

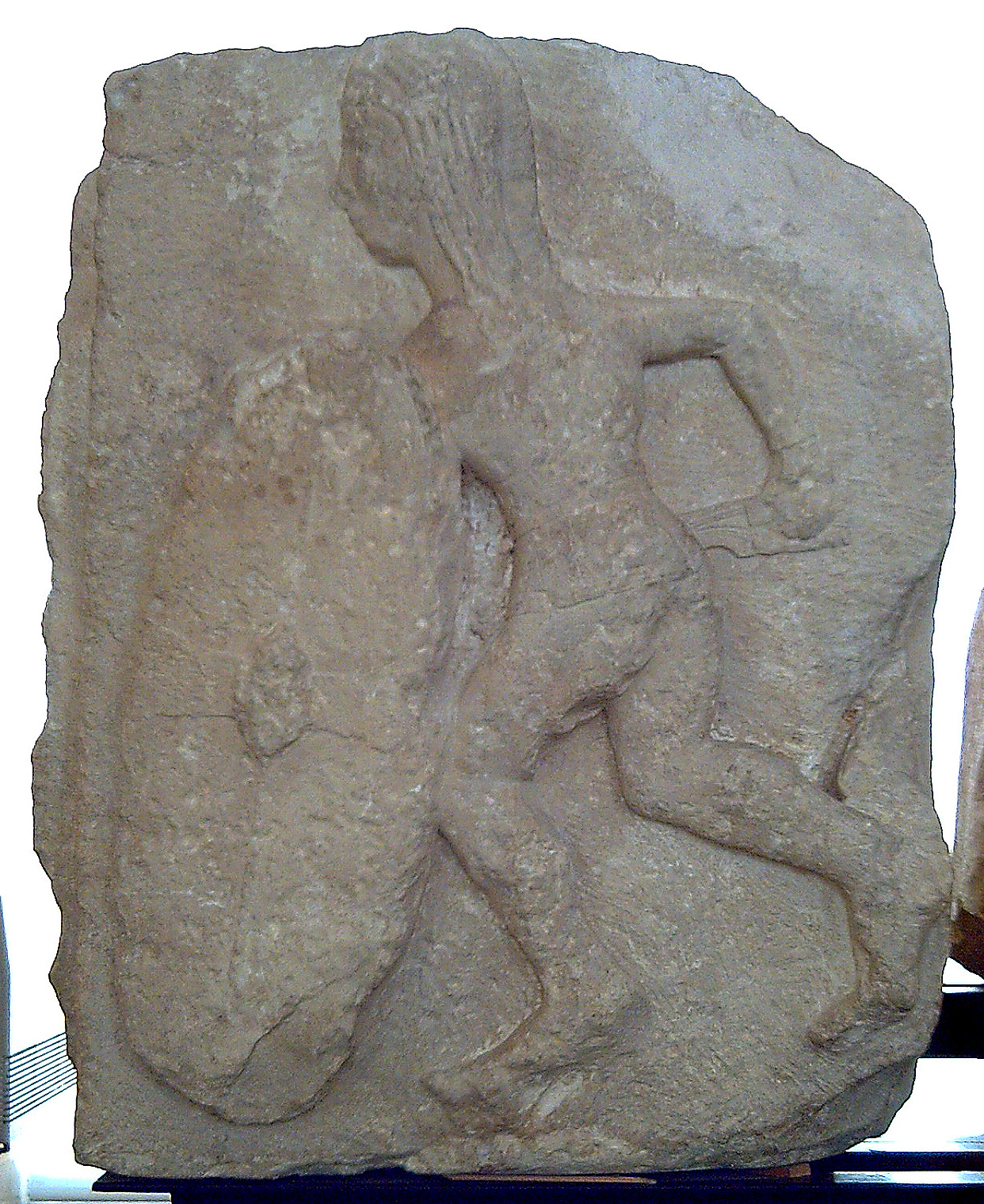
Relief d'un guerrier ibère (IIIe–).

Il est probable que Mèze ait été occupée par des populations ibères. Comme bon nombre de villes de la côte méditerranéenne, Mèze a été habitée par les Phéniciens dès le VIIIe siècle av. J.-C. Sa situation géographique leur permettait en effet de s'abriter des tempêtes et des vents de nord-est alors qu'ils se dirigeaient vers leurs comptoirs de la côte.
Au VIe siècle, un port y fut construit pour répondre à un important trafic.
Les Phocéens s'installèrent ensuite sur le site et Agde fut construite comme un relais vers l'Espagne. Commode par les conditions favorables qu'elle offrait, certains Phocéens se sédentarisèrent définitivement sur le site de Mèze. Aux activités commerciales, ils ajoutèrent une mise en valeur de leur territoire et développèrent des activités locales (pisciculture, ostréiculture, viticulture, exploitation de salins…).
La période romaine
En 219 av. J.-C, l'expédition menée contre Hannibal en Espagne utilise comme appui logistique Mèze et la région de l'étang de Thau. L'Espagne conquise, la Méditerranée devient romaine ainsi que le Sud de la France. La province de la Narbonnaise est fondée. En 49 av. J.-C, Mèze est entièrement occupée par les Romains.
Du Ier siècle au IIIe siècle, pendant la période de la Pax Romana, Mèze était une cité prospère et on y construisit, grâce à l'aide de l'empereur Claude (qui distribua des terres aux vétérans des légions), de nombreuses villas. La viticulture fut ainsi un peu plus développée jusqu'à faire concurrence à l'Italie.
Invasions et renaissance de la ville
Peu de choses sont connues au sujet de la situation de Mèze pendant la période des invasions, après la chute de l'Empire romain.
La ville aurait été occupée et laissée dans un état désastreux par les Sarrasins qui furent chassés de la région par les troupes de Charles Martel en 736. Pour repeupler la ville dont la population avait été éparpillée, Charlemagne compta sur des Espagnols venus en France (fuyant les Goths et les Sarrasins) pour repeupler les terres désertées et leur offrit des parcelles dans la région de Mèze. Ce fut un véritable renouveau : une famille espagnole reçut la totalité de Mèze.
Moyen Âge et Croisade des Albigeois
Au XIIIe siècle, les « gardiens de la foi » catholique encouragent les expéditions contre les cathares. Les troupes de Simon de Monfort investirent alors la région sous les drapeaux de la foi, mais attirés surtout par les richesses du pays. Mèze fut à leur main en 1209 et l'évêque d'Agde devint seigneur de la ville. En 1229, Mèze fit enfin partie intégrante du royaume de France.
Les seigneurs ne résident plus au château, il tombe rapidement en ruines alors que la population, de son côté, s'émancipe de plus en plus. Elle s'implique de plus en plus dans l'administration de la ville et permet, grâce à des accords avec les cités voisines, la mise en place de limites.
La vie économique était alors divisée sur deux secteurs majeurs : l'agriculture et la pêche.
Mèze n'échappa pas à la peste noire de 1347.
Temps modernes
Durant la Réforme, alors que les protestants se réfugient et développent majoritairement leur religion dans le Sud, Mèze demeure catholique. En 1552, alors que la guerre s'étend sur tout le royaume, Louis de Condé encourage les protestants du Bas-Languedoc (actuel Languedoc-Roussillon) à se soulever. Mèze est assiégée à la fin de l'année et fut mise à sac. Le départ des assaillants ne se fit que par le versement d'une rançon. D'autres assauts suivirent, entraînant avec eux épidémies, brigandages, disettes… la ville en sort saccagée et ruinée.
Au XVIIe siècle, la paix revient enfin avec l'édit de Nantes.
Des communautés de pénitents se basent dans tout le Languedoc et répandent les idées phares de la Contre-Réforme. Vêtus de robes blanches, ils organisent de grandes processions publiques et de nombreuses actions de charité. Leur présence remonte le moral en berne des populations et apporte un soutien matériel aux plus pauvres.
En 1602, avec la croissance du nombre de membres de la communauté, un lieu de culte fixe leur est accordé par l'évêque d'Agde. Ils s'établissent dans l'église Saint-Pierre et ont aussi comme mission la remise en état de la chapelle.
En plus des guerres successives qui affaiblissent Mèze, la peste s'abat à nouveau sur la ville. Elle ne compte plus qu'environ 1 500 habitants en 1630.
Néanmoins au XVIIIe siècle la vie économique est prospère : le commerce maritime renaît et la viticulture est révolutionnée par une méthode de distillation importée de Suisse. La fabrication d'eau-de-vie constitue une des activités principales.
On organise déjà à Mèze des joutes nautiques mais aussi le jeu du Capelet.
La Révolution
La noblesse mézoise est jeune et peu riche à la veille de la Révolution.[réf. nécessaire]
Occupée par ses problèmes locaux (élection du second consul notamment), la communauté prend peu garde à la prise de la Bastille. Mais dès janvier 1790, les décisions prises quant aux nouvelles municipalités font parvenir le changement à Mèze et on élit alors un maire, un adjoint et un conseil municipal. Les citoyens de la commune se réunissent au sein de la société révolutionnaire, rebaptisée « société populaire des sans-culottes jacobins et attachés inviolablement à la constitution de 1793 » en an II. La société de Mèze est une des plus fréquentées du département, avec 9 % de la population, soit une grande part des citoyens (hommes adultes).

## Politique et administration

### Tendances politiques et résultats

#### Récapitulatif de résultats électoraux récents
| Scrutin                     | 1er tour | 1er tour | 1er tour | 1er tour | 1er tour | 1er tour | 1er tour | 1er tour | 1er tour | 1er tour  | 1er tour  | 1er tour  |                    | 2d tour            | 2d tour            | 2d tour            | 2d tour            | 2d tour            | 2d tour            | 2d tour            | 2d tour            | 2d tour |
| Scrutin                     | 1er      | 1er      | %        | 2e       | 2e       | %        | 3e       | 3e       | %        | 4e        | 4e        | %         | 1er                | 1er                | %                  | 2e                 | 2e                 | %                  | 3e                 | 3e                 | %                  |         |
| Municipales 2014            |          | DVG      | 49,25    |          | UMP      | 29,10    |          | FN       | 21,63    | Pas de 4e | Pas de 4e | Pas de 4e |                    | DVG                | 51,85              |                    | UMP                | 29,81              |                    | FN                 | 18,32              |         |
| Européennes 2014            |          | FN       | 41,78    |          | UMP      | 14,68    |          | PCF      | 10,20    |           | EELV      | 9,08      | Tour unique        | Tour unique        | Tour unique        | Tour unique        | Tour unique        | Tour unique        | Tour unique        | Tour unique        | Tour unique        |         |
| Départementales 2015        |          | FN       | 37,93    |          | DVG      | 24,04    |          | PS PRG   | 18,71    |           | DVD       | 14,64     |                    | DVG                | 56,36              |                    | FN                 | 43,64              | Pas de 3e          | Pas de 3e          | Pas de 3e          |         |
| Régionales 2015             |          | FN       | 48,90    |          | PS       | 14,86    |          | LR       | 12,65    |           | DVG       | 9,60      |                    | FN                 | 51,61              |                    | PS                 | 33,13              |                    | LR                 | 15,26              |         |
| Présidentielles 2017        |          | FN       | 36,14    |          | EM       | 17,44    |          | LFI      | 17,08    |           | LR        | 16,30     |                    | FN                 | 53,41              |                    | EM                 | 46,59              | Pas de 3e          | Pas de 3e          | Pas de 3e          |         |
| Législatives 2017           |          | EM       | 26,83    |          | FN       | 26,81    |          | DVD      | 11,53    |           | LFI       | 10,84     |                    | EM                 | 52,61              |                    | FN                 | 47,39              | Pas de 3e          | Pas de 3e          | Pas de 3e          |         |
| Européennes 2019            |          | RN       | 39,72    |          | LREM     | 17,26    |          | EELV     | 9,11     |           | LR        | 5,24      | Tour unique        | Tour unique        | Tour unique        | Tour unique        | Tour unique        | Tour unique        | Tour unique        | Tour unique        | Tour unique        |         |
| Municipales 2020 ,          |          | DIV      | 44,33    |          | DVC      | 42,76    |          | DVD      | 12,90    | Pas de 4e | Pas de 4e | Pas de 4e |                    | DIV                | 48,12              |                    | DVC                | 46,35              |                    | DVD                | 5,51               |         |
| Régionales 2021             |          | RN       | 36,64    |          | PS       | 33,61    |          | EELV     | 9,84     |           | LR        | 8,18      |                    | PS                 | 49,06              |                    | RN                 | 37,66              |                    | LR                 | 13,29              |         |
| Départementales 2021        |          | PS       | 54,09    |          | RN       | 32,85    |          | DVG      | 13,05    | Pas de 4e | Pas de 4e | Pas de 4e |                    | PS                 | 63,62              |                    | RN                 | 36,38              | Pas de 3e          | Pas de 3e          | Pas de 3e          |         |
| Municipales partielles 2021 |          | GÉ       | 51,68    |          | DIV      | 41,82    |          | DVD      | 6,50     | Pas de 4e | Pas de 4e | Pas de 4e | Pas de second tour | Pas de second tour | Pas de second tour | Pas de second tour | Pas de second tour | Pas de second tour | Pas de second tour | Pas de second tour | Pas de second tour |         |
| Présidentielle 2022         |          | RN       | 34,84    |          | RE       | 21,47    |          | LFI      | 16,34    |           | REC       | 9,92      |                    | RN                 | 58,63              |                    | RE                 | 41,37              | Pas de 3e          | Pas de 3e          | Pas de 3e          |         |
| Législatives 2022           |          | RN       | 31,69    |          | ENS      | 22,00    |          | NUPES    | 17,82    |           | PRG       | 10,19     |                    | RN                 | 62,90              |                    | NUPES              | 37,10              | Pas de 3e          | Pas de 3e          | Pas de 3e          |         |
| Législatives 2024           |          | RN       | 53,28    |          | ENS      | 21,23    |          | NFP      | 22,03    |           | REC       | 2,30      |                    | RN                 | 63,73              |                    | NFP                | 36,27              | Pas de 3e          | Pas de 3e          | Pas de 3e          |         |

### Liste des maires
| Période       | Période       | Identité                     | Étiquette                                | Qualité |
| ------------- | ------------- | ---------------------------- | ---------------------------------------- | --- |
| 1944          | 1947          | Henri Bessède (1895-1982)    | SFIO                                     | Conseiller général du canton de Mèze (1937-1940 et 1945-1951) |
| 1947          | 1971          | André Montet (?-1972)        | Radical                                  | Conseiller général du canton de Mèze (1951-1972) |
| 1971          | mars 1977     | Georges Jean (1926-2006)     | SE                                       | |
| mars 1977     | mars 2001     | Yves Pietrasanta (1939-2022) | Divers partis écologistes puis Les Verts | Conseiller général du canton de Mèze (1972-2001) Député européen (1999-2004) Conseiller régional (1986-1998 et 2004-2015) Vice-président du conseil régional (2004-2015) Président de la Communauté de communes du Nord du Bassin de Thau (2001-2017) |
| mars 2001     | octobre 2001  | Yvon Pibre (?-2018)          |                                          | Enseignant, directeur de l'école Clemenceau (1994-1997). Premier adjoint au maire de Mèze (1995-2001). |
| octobre 2001  | octobre 2021  | Henry Fricou (1956- )        | Les Verts puis EÉLV puis SE              | Vice-Président de Sète Agglopôle Méditerranée Élection annulée en octobre 2021 |
| octobre 2021  | décembre 2021 | Délégation spéciale          |                                          | Présidée par Michel Recor |
| décembre 2021 | En cours      | Thierry Baëza (1963- )       | Génération écologie                      | |

### Jumelages
Mèze est jumelée avec :
- Naucelle (France), dans l'Aveyron, situé à 133 kilomètres ;
- Mapuche (Chili) depuis 1995.

## Population et société

### Démographie

#### Évolution démographique
L'évolution du nombre d'habitants est connue à travers les recensements de la population effectués dans la commune depuis 1793. Pour les communes de plus de 10 000 habitants les recensements ont lieu chaque année à la suite d'une enquête par sondage auprès d'un échantillon d'adresses représentant 8 % de leurs logements, contrairement aux autres communes qui ont un recensement réel tous les cinq ans,.

En 2022, la commune comptait 12 711 habitants, en évolution de +10,21 % par rapport à 2016 (Hérault : +7,49 %, France hors Mayotte : +2,11 %).
| 1793  | 1800  | 1806  | 1821  | 1831  | 1836  | 1841  | 1846  | 1851  |
| ----- | ----- | ----- | ----- | ----- | ----- | ----- | ----- | ----- |
| 2 416 | 2 689 | 3 225 | 3 322 | 4 400 | 4 516 | 4 348 | 4 793 | 4 986 |

| 1856  | 1861  | 1866  | 1872  | 1876  | 1881  | 1886  | 1891  | 1896  |
| ----- | ----- | ----- | ----- | ----- | ----- | ----- | ----- | ----- |
| 5 062 | 6 106 | 6 549 | 6 821 | 6 825 | 6 067 | 5 807 | 6 326 | 6 215 |

| 1901  | 1906  | 1911  | 1921  | 1926  | 1931  | 1936  | 1946  | 1954  |
| ----- | ----- | ----- | ----- | ----- | ----- | ----- | ----- | ----- |
| 6 107 | 6 017 | 6 009 | 5 832 | 5 335 | 5 033 | 4 743 | 4 266 | 4 403 |

| 1962  | 1968  | 1975  | 1982  | 1990  | 1999  | 2006  | 2011   | 2016   |
| ----- | ----- | ----- | ----- | ----- | ----- | ----- | ------ | ------ |
| 4 546 | 5 005 | 5 508 | 5 742 | 6 502 | 7 630 | 9 998 | 10 964 | 11 533 |

| 2021   | 2022   | - | - | - | - | - | - | - |
| ------ | ------ | - | - | - | - | - | - | - |
| 12 664 | 12 711 | - | - | - | - | - | - | - |

#### Pyramide des âges
La population de la commune est relativement âgée.
En 2018, le taux de personnes d'un âge inférieur à 30 ans s'élève à 29,7 %, soit en dessous de la moyenne départementale (35,4 %). À l'inverse, le taux de personnes d'âge supérieur à 60 ans est de 34,9 % la même année, alors qu'il est de 27,5 % au niveau départemental.
En 2018, la commune comptait 5 680 hommes pour 6 332 femmes, soit un taux de 52,71 % de femmes, légèrement supérieur au taux départemental (52,24 %).
Les pyramides des âges de la commune et du département s'établissent comme suit.
| Hommes | Classe d’âge | Femmes |
| ------ | ------------ | ------ |
| 0,9    | 90 ou +      | 1,8    |
| 10,0   | 75-89 ans    | 11,6   |
| 21,8   | 60-74 ans    | 23,5   |
| 20,8   | 45-59 ans    | 20,4   |
| 14,3   | 30-44 ans    | 15,2   |
| 15,0   | 15-29 ans    | 12,7   |
| 17,2   | 0-14 ans     | 14,7   |

| Hommes | Classe d’âge | Femmes |
| ------ | ------------ | ------ |
| 0,8    | 90 ou +      | 1,9    |
| 8      | 75-89 ans    | 9,9    |
| 17,2   | 60-74 ans    | 18,3   |
| 18,9   | 45-59 ans    | 18,8   |
| 18,3   | 30-44 ans    | 17,8   |
| 19,3   | 15-29 ans    | 17,9   |
| 17,5   | 0-14 ans     | 15,3   |

### Enseignement
Mèze est située dans l'Académie de Montpellier. Le niveau d'éducation à Mèze est nettement moins élevé que celui de l'Hérault : on compte à Mèze 25,4 % de la population non scolarisée contre 19,6 % pour l'Hérault. Si la moyenne des titulaires d'un diplôme supérieur est relativement faible (5,2 % contre 10,8 % pour le département), le pourcentage de personnes détenant un BEP ou CAP est supérieure à la moyenne héraultaise (22 % contre 21,4 %).
La ville de Mèze accueille les élèves dans 6 écoles : La maternelle Germaine Coty, la maternelle-primaire Jules Verne, la maternelle-primaire « Calendreta » (écoles associatives bilingues français-occitan sous contrat) ainsi que l'école primaire Georges Clemenceau et l'école primaire Héliante. La ville de Mèze accueille les collégiens dans le collège Jean Jaurès et certains vont au collège Olympe de Gouges, situé à Loupian. Les lycéens vont la plupart à Pézenas, Sète ou dans certains lycées de Montpellier.

### Santé
La ville de Mèze comporte trois pharmacies d'officine, dont une située sur la place de la Mairie.

### Service aux personnes
Après sa récompense de @@@ en 2005, Mèze a obtenu quatre @@@@ (arobases) au concours national pour la promotion de l'internet citoyen 2008.

### Sports
La ville de Mèze possède un stade (stade des Sesquiers), deux gymnases (gymnase Gérard-Rigal et gymnase Bernard-Jeu), un dojo, deux plateaux multi-sports, un skatepark et un terrain de tambourin.
De nombreux clubs sont disponibles pour pratiquer des activités sportives diverses et variées sur la commune de Mèze, dont :
- de l'aviron ;
- des sports liés à la pétanque ;
- du canoë-kayak ;
- du badminton ;
- de la boxe ;
- de la chasse ;
- de la course à pied ;
- de la danse ;
- de l'équitation ;
- de l'escalade ;
- du football (Mèze Stade Football Club ;
- de la gymnastique ;
- des joutes nautiques ;
- du judo ;
- du karaté ;
- de la musculation ;
- de la pêche ;
- de rames traditionnelles ;
- de la randonnée ;
- du rugby à XV (Rugby Club Mézois, Potes Thau) ;
- de la self défense ;
- du skateboard, des rollers, du BMX ;
- du tambourin ;
- du tennis ;
- du tennis de table ;
- du tai-chi-chuan ;
- du cyclisme ;
- de la voile ;
- du volley-ball ;
- du yoga.

Le Mèze Stade Football Club, club de football de la ville de Mèze, évolue au niveau Régional 3 de la Ligue Occitanie..

## Économie

### Revenus
En 2018, la commune compte 5 416 ménages fiscaux, regroupant 11 669 personnes. La médiane du revenu disponible par unité de consommation est de 19 740 € (20 330 € dans le département). 43 % des ménages fiscaux sont imposés (45,8 % dans le département).

### Emploi
|                | 2008   | 2013   | 2018   |
| -------------- | ------ | ------ | ------ |
| Commune        | 10,1 % | 12,5 % | 13,4 % |
| Département    | 10,1 % | 11,9 % | 12 %   |
| France entière | 8,3 %  | 10 %   | 10 %   |

En 2018, la population âgée de 15 à 64 ans s'élève à 6 741 personnes, parmi lesquelles on compte 71,7 % d'actifs (58,3 % ayant un emploi et 13,4 % de chômeurs) et 28,3 % d'inactifs,. Depuis 2008, le taux de chômage communal (au sens du recensement) des 15-64 ans est supérieur à celui de la France et du département.
La commune fait partie de la couronne de l'aire d'attraction de Montpellier, du fait qu'au moins 15 % des actifs travaillent dans le pôle,. Elle compte 2 908 emplois en 2018, contre 2 724 en 2013 et 2 699 en 2008. Le nombre d'actifs ayant un emploi résidant dans la commune est de 4 009, soit un indicateur de concentration d'emploi de 72,5 % et un taux d'activité parmi les 15 ans ou plus de 48,7 %.
Sur ces 4 009 actifs de 15 ans ou plus ayant un emploi, 1 645 travaillent dans la commune, soit 41 % des habitants. Pour se rendre au travail, 82,2 % des habitants utilisent un véhicule personnel ou de fonction à quatre roues, 2,8 % les transports en commun, 11,9 % s'y rendent en deux-roues, à vélo ou à pied et 3,1 % n'ont pas besoin de transport (travail au domicile).

### Activités hors agriculture

#### Secteurs d'activités
1 116 établissements sont implantés  à Mèze au 31 décembre 2019. Le tableau ci-dessous en détaille le nombre par secteur d'activité et compare les ratios avec ceux du département,.
| Secteur d'activité                                                                                        | Commune | Commune | Département |
| Secteur d'activité                                                                                        | Nombre  | %       | %           |
| --- | ------- | ------- | ----------- |
| Ensemble                                                                                                  | 1 116   | 100 %   | (100 %)     |
| Industrie manufacturière, industries extractives et autres                                                | 45      | 4 %     | (6,7 %)     |
| Construction                                                                                              | 160     | 14,3 %  | (14,1 %)    |
| Commerce de gros et de détail, transports, hébergement et restauration                                    | 399     | 35,8 %  | (28 %)      |
| Information et communication                                                                              | 14      | 1,3 %   | (3,3 %)     |
| Activités financières et d'assurance                                                                      | 42      | 3,8 %   | (3,2 %)     |
| Activités immobilières                                                                                    | 59      | 5,3 %   | (5,3 %)     |
| Activités spécialisées, scientifiques et techniques et activités de services administratifs et de soutien | 151     | 13,5 %  | (17,1 %)    |
| Administration publique, enseignement, santé humaine et action sociale                                    | 139     | 12,5 %  | (14,2 %)    |
| Autres activités de services                                                                              | 107     | 9,6 %   | (8,1 %)     |

Le secteur du commerce de gros et de détail, des transports, de l'hébergement et de la restauration est prépondérant sur la commune puisqu'il représente 35,8 % du nombre total d'établissements de la commune (399 sur les 1116 entreprises implantées  à Mèze), contre 28 % au niveau départemental.

#### Entreprises et commerces
Les cinq entreprises ayant leur siège social sur le territoire communal qui génèrent le plus de chiffre d'affaires en 2022 sont : 
- Aliaxis Utilities & Industry SAS, commerce de gros (commerce interentreprises) de fournitures et équipements industriels divers (64 985 k€)
- Biotope - Biotope SAS, ingénierie, études techniques (24 573 k€)
- Domaine Bonfils, commerce de gros (commerce interentreprises) de boissons (20 268 k€)
- Bâtisseur Durable, travaux de maçonnerie générale et gros œuvre de bâtiment (2 645 k€)
- Biotope Communication Edition, édition (2 304 k€)

L'entreprise qui recense le plus de salariés est Biotope - Biotope SAS, avec 272 personnes en 2022, suivie par Aliaxis Utilities & Industry SAS (64 personnes).
En 2024, il y a 2 631 entreprises à Mèze, contre 2 254 en 2019 (soit une augmentation de + 17 % en 5 ans). 

### Agriculture
La commune est dans la « Plaine viticole », une petite région agricole occupant la bande côtière du département de l'Hérault. En 2020, l'orientation technico-économique de l'agriculture  sur la commune est la viticulture.
|               | 1988  | 2000  | 2010  | 2020  |
| ------------- | ----- | ----- | ----- | ----- |
| Exploitations | 307   | 158   | 90    | 68    |
| SAU (ha)      | 2 035 | 1 501 | 1 590 | 1 607 |

Le nombre d'exploitations agricoles en activité et ayant leur siège dans la commune est passé de 307 lors du recensement agricole de 1988  à 158 en 2000 puis à 90 en 2010 et enfin à 68 en 2020, soit une baisse de 78 % en 32 ans. Le même mouvement est observé à l'échelle du département qui a perdu pendant cette période 67 % de ses exploitations,. La surface agricole utilisée sur la commune a également diminué, passant de 2035 ha en 1988 à 1607 ha en 2020. Parallèlement la surface agricole utilisée moyenne par exploitation a augmenté, passant de 7 à 24 ha.

### Revenus de la population et fiscalité
À Mèze, la part communale des quatre taxes locales s'élève à : 17,73 % pour la taxe d'habitation, 35,57 % pour la taxe foncière sur les propriétés bâties et 90,02 % pour la taxe foncière sur les propriétés non bâties. Ces chiffres situent globalement la ville au sein du quartile supérieur de l'ensemble des communes (valeurs pour l'année 2019).

### Emploi
La population active totale de Mèze s'élève à 6 583 personnes (70,8%). Le taux d'activité entre 15 et 59 ans est de 70,8 %, ce qui place la commune légèrement en dessous de la moyenne nationale qui est de 82,2 %. On dénombre 894 chômeurs, ce qui en 2017 donna un taux de chômage de 19,2 %. En tout et pour tout, la population comprend 57,3 % d'actifs, 9,3 % de retraités, 9,4 % de jeunes scolarisées et 10,5 % de personnes sans activité
Répartition des emplois par domaines d'activité
|                             | Agriculture | Industrie | Construction | Commerce, transports, services divers | dont commerce et réparation automobile | Administration publique, enseignement, santé, action sociale |
| --------------------------- | ----------- | --------- | ------------ | ------------------------------------- | -------------------------------------- | ------------------------------------------------------------ |
| Mèze (2016)                 | 6,7 %       | 5,7 %     | 5,5 %        | 52,1 %                                | 22,3 %                                 | 30 %                                                         |
| Sources des données : INSEE |             |           |              |                                       |                                        |                                                              |

### Entreprises de l'agglomération
Le nombre de créations d'entreprises pour l'année 2018 fut de 106. Les établissements de l'industrie représentent 4,7 % du nombre total d'entreprises avec un nombre de 41, la construction avec ses 139 entreprises représente 15,9 %, le commerce, le transport, l'hébergement et la restauration représentent 36,7 % du nombre total d'entreprises avec 320 établissements, les services aux entreprises représentent 20,9 % avec 182 établissements, et enfin, les services aux particuliers comprennent 190 entreprises soit 21,8 %.

### Secteurs d'activités
- Conchyliculture :
Avec plus de 150 exploitations, dont la plupart est situé au port conchylicole du Mourre Blanc avec 136 exploitants, Mèze possède le plus grand port conchylicole de Méditerranée. Une autre vingtaine d'exploitations sont situées sur le site des Amoutous. La Conchyliculture représente environ 600 emplois directs avec une production d'huîtres estimée à 2 500 tonnes par an (environ 25 % de la production totale de l'Étang de Thau)[67].
- Viticulture :

- Tourisme :

## Culture et patrimoine

### Manifestations culturelles
La ville de Mèze accueille chaque année le festival de Thau ainsi que des joutes nautiques.
Sur les sites du château de Girard et de la chapelle des Pénitents sont organisées tout au long de l'année des expositions artistiques. Elles mettent aussi bien au premier plan des artistes locaux (Peintures et sculptures en Pays de Thau en septembre 2008 par exemple) que des personnalités étrangères à la région.
Des concerts et spectacles sont aussi donnés en dehors du festival d'été : ils ont le plus souvent lieu dans l'église Saint-Hilaire, le centre Bernard-Jeu et le foyer municipal.
La ville de Mèze accueille des associations culturelles et sportives, telles que le Rando Club Mézois, qui organise des randonnées dans la région.

### Traditions
- Le chevalet
- Les joutes languedociennes
- Le jeu du tambourin
- La pêche au bouletchou

#### Le bœuf de Mèze
Pour un article plus général, voir animaux totémiques de l'Hérault.

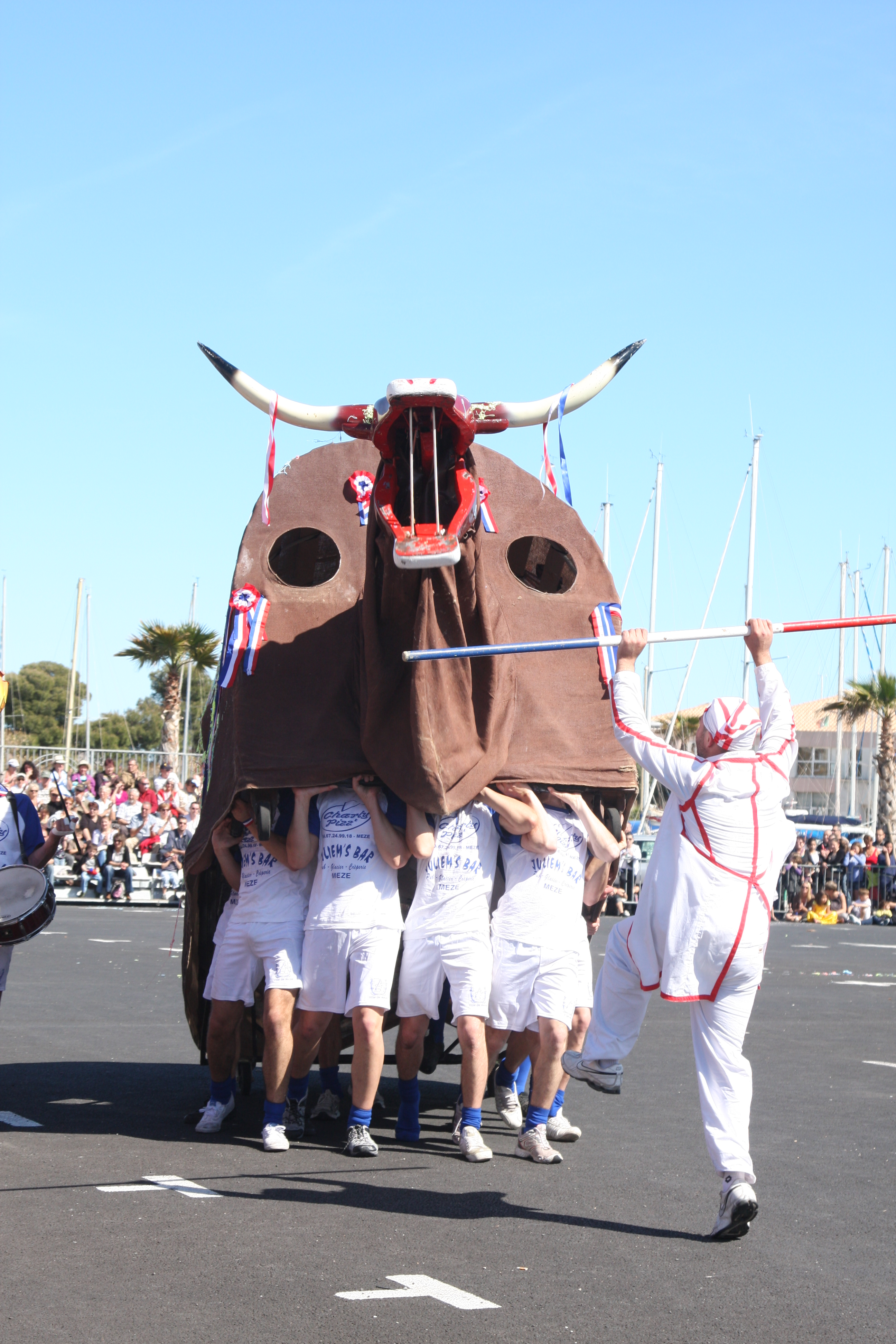
Bœuf de Mèze.

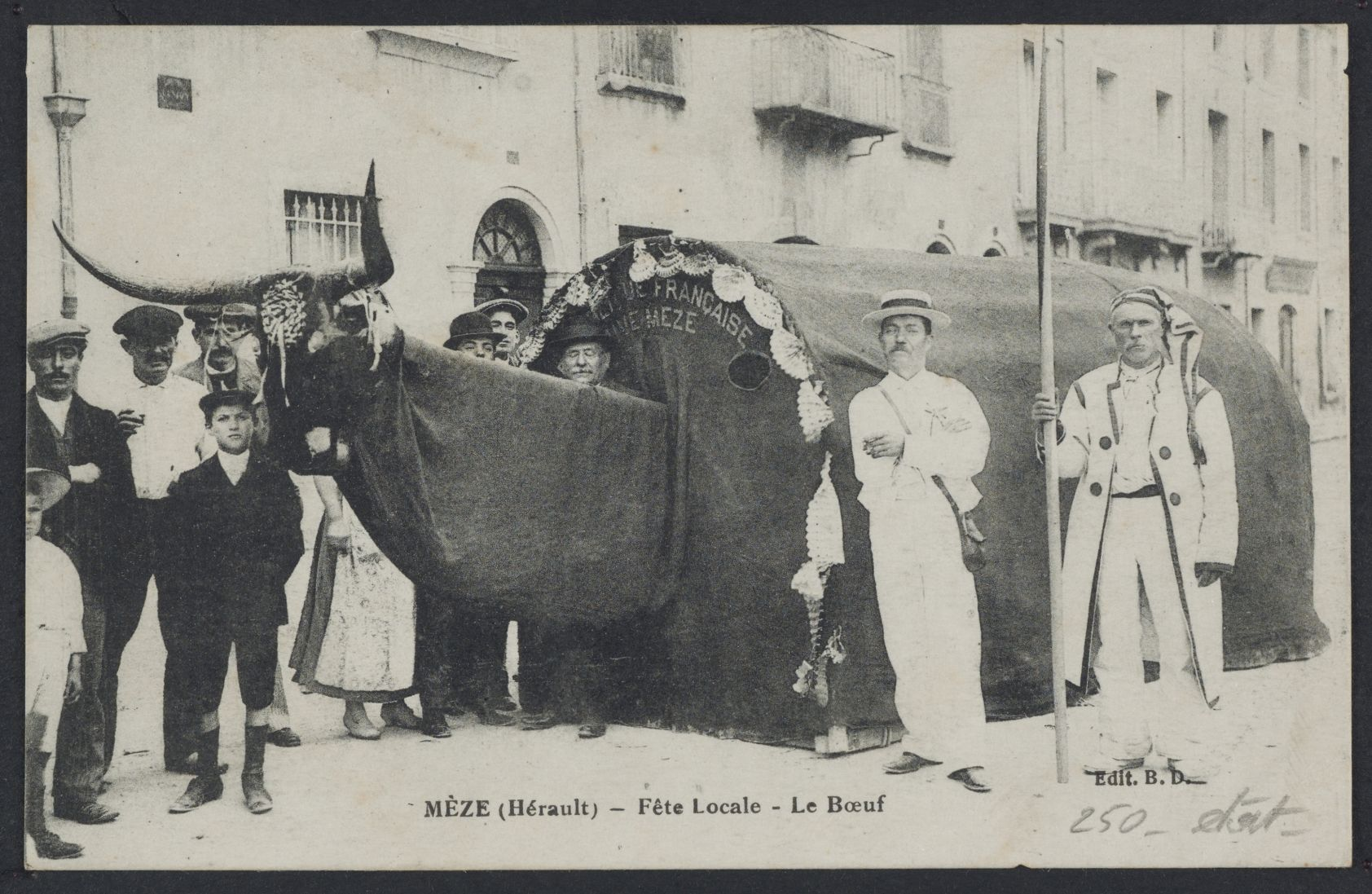
Carte postale de la fête locale Le Bœuf (fin XIXe siècle - début XXe siècle).

L'histoire du bœuf (buòu en occitan) de Mèze remonte en l’an 59 de notre ère. Durant cette période de la Haute Antiquité, une pauvre famille, venue des environs de Béziers, vint s’établir sur les bords de l’étang de Thau et se mit à défricher les terres à un endroit appelé « Las Morgas » (['las] ['murgos]). Cette famille vivait de la pêche dans l'étang mais aussi de l'agriculture, aidée dans son travail par une paire de bœufs. Grâce à l'installation de cette famille, une urbanisation débuta, étant à l'origine du village portuaire de Mèze. Mais hélas, le premier bœuf mourut suivi du second. On décida de conserver la peau de ce dernier, étant sans doute le plus beau. Sa dépouille fut alors conservée comme une relique étalée sur un mannequin de bois. On le promena chaque année pour les grandes occasions. L'animal semblait vivant.
Plus tard quand cette peau fut trop usée, on construisit un bœuf sur une charpente de bois, beaucoup plus grand que la taille normale d'un bovidé et recouvert d’une toile de jute brune. Cette tradition existe encore de nos jours. Ainsi, dans l'animal totem, huit hommes peuvent se loger pour le mouvoir. L’un d’eux est chargé d’actionner la tête et les mâchoires de la bête au moyen d’une petite baguette de bois. Un autre jeune homme tient entre ses mains un baril recouvert d’une peau d’âne tendue, traversée en son centre par une corde asphaltée. En faisant glisser cette corde entre l’index et le pouce, cela produit alors un mugissement analogue à celui du bœuf. À l’extérieur, le guide, armé d’un long aiguillon, commande l'animal. La course de l'animal totémique dans les rues de Mèze est imprévisible. À tout moment, il peut courir et peut même foncer sur ceux qui se mettent en travers de son passage ! Le bœuf est aussi capable de ruades, de trémoussements scandés par la musique qui l'accompagne. Avec ses larges cornes, il éloigne les plus hardis qui veulent s'opposer à lui. L'animal totémique mézois est de toutes les fêtes publiques, notamment lors de la fête de Mèze qui a lieu le 19 du mois d’août. Cette fête dure trois jours, toujours avec les sorties de l'animal totem. Lors de cette fête, comme dans d'autres villages héraultais, l'animal totem est béni par le curé, ici sur la place de l'église. Ensuite, et seulement après, le totem rend visite au maire.
Le bœuf de Mèze est souvent cité au cours de l'histoire de la commune : en 1229, il reçoit l'évêque d’Agde, Thédise (qui venait de recevoir en don la seigneurie de Mèze, du fils de Montfort, Amaury). En 1562, il était du cortège du prince de Condé passant à Mèze. En 1701, il prit activement part aux fêtes organisées lors du passage des princes de Bourgogne et de Berry. En 1921, pour les fêtes organisées en faveur de l’université de Montpellier, le président de la République, Millerand dut abandonner l’estrade des représentants officiels lors du passage du bœuf. La foule crut alors que Millerand avait eu peur du bœuf. Pour sauver la situation, Magallon, député de l’Hérault, vint face au monstre et salua le bœuf. Le député fut applaudi pour son courage et ainsi, l'animal totémique put continuer à animer les fêtes de Mèze.

### Gastronomie

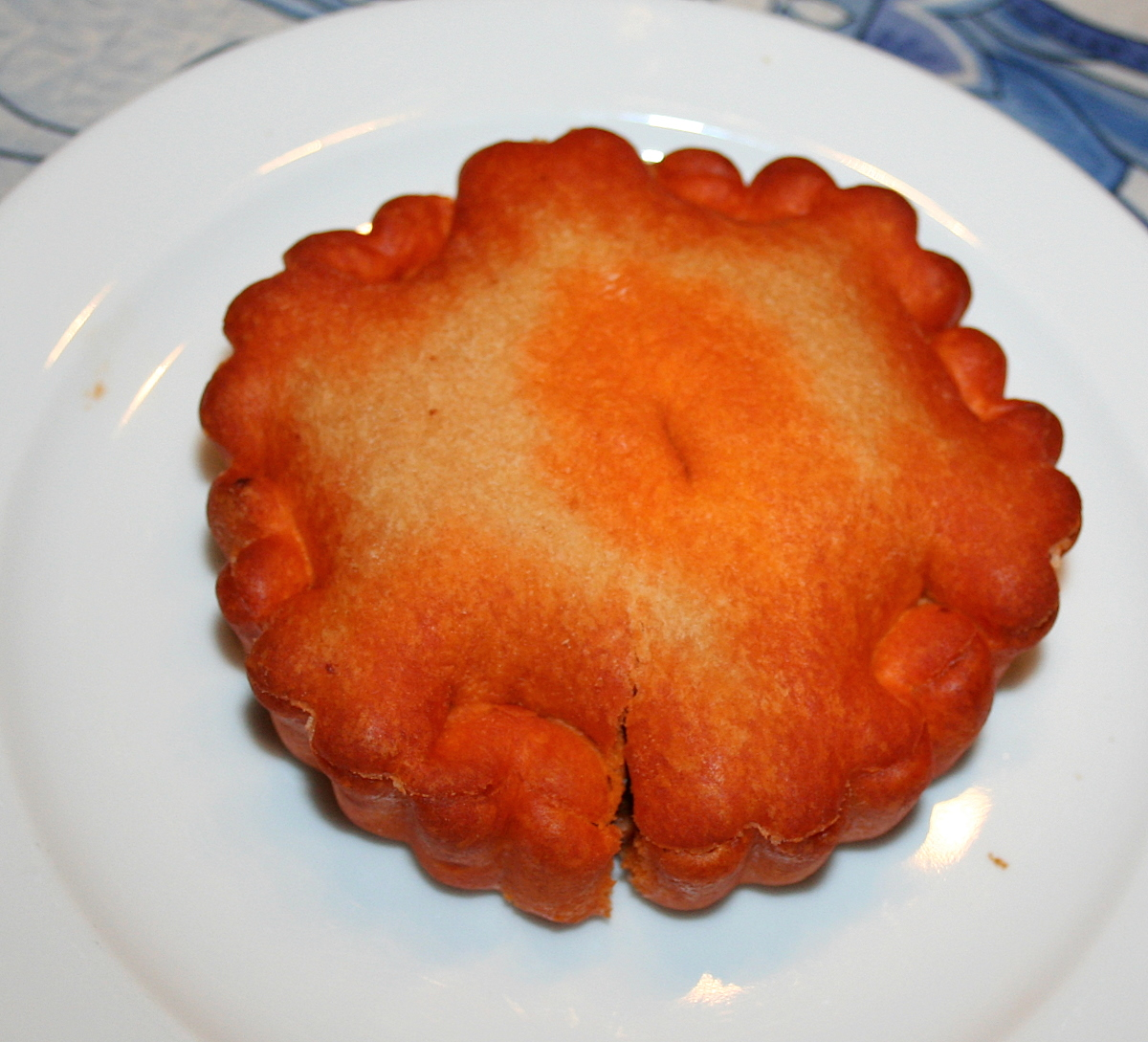
Tielle préparée à la sétoise.

Comme grand nombre de régions françaises, les villes du bassin de Thau possèdent une cuisine locale. La proximité de l'étang et du littoral méditerranéen favorise la cuisine à base de coquillage et de produits marins. Ce sont pour nombre d'entre elles des spécialités dites sétoises mais dont la production est en fait étendue à tout le bassin (voire au-delà). Par exemple :
- la tielle, tourte confectionnée à partir d'une pâte à pain et farcie de poulpes et calamars agrémentés d'une sauce tomate relevée (on compte plusieurs tielleries artisanales au sein de la commune de Mèze) ;
- les moules à la brasucade : elles sont cuisinées au grill sur un feu de bois, puis arrosées en fin de cuisson de vin blanc mariné avec des herbes typiques du sud de la France (laurier sauce, romarin, thym, sariette, estragon…) ;
- les huîtres de Bouzigues ;
- la macaronade (composée de pâtes à la sauce tomate, de saucisse, de bœuf et de différentes herbes provençales suivant les recettes).

### Patrimoine et autres lieux
Monuments médiévaux
- Le vieux village

- Les vestiges des remparts

Les remparts, accolés au centre historique de la ville, sont rasés en 736 et reconstruits au IXe siècle.
- Le château de Girard

Autrefois appelé le château des Muret, il a été construit en 1660 par la famille Muret et acquis par la commune en 1995. Il abrite aujourd'hui des expositions artistiques et met un parc à disposition du public.
- La métairie des Creyssels.

Monuments religieux
- L'église Saint-Hilaire

Elle fut construite au XVe siècle par Étienne de Cambrai sur le site d'une ancienne église. Son clocher a joué plusieurs fois un rôle de défense lors des nombreux combats que connut la ville.
- La chapelle Saint-Martin de Caux de Mèze

Petite chapelle de style roman construite au XIIe siècle. Elle se situe au bord du Cami Roumieu, chemin emprunté par les pèlerins qui se rendaient alors à Saint-Jacques-de-Compostelle. Après la découverte de vestiges gallo-romains (statue en marbre et tombeaux), on peut penser que la chapelle est construite sur une place sacrée utilisée dès l'Antiquité.
- La chapelle des Pénitents de Mèze

Construite au XIIe siècle sur le site d'un temple grec antique. On a retrouvé à ses abords les plus anciennes traces d'occupation de Mèze.
- L'ancienne chapelle de Notre-Dame-de-Pallas

Elle est datée du Xe siècle et aurait appartenu aux moines de l'abbaye de Conques, dans l'Aveyron.
- Une salle de prière, installée au début des années 2000[réf. nécessaire] à l'intérieur de la résidence Frédéric Mistral par les pratiquants de la religion musulmane de la ville de Mèze.
- L'ancienne abbaye de Netlieu.

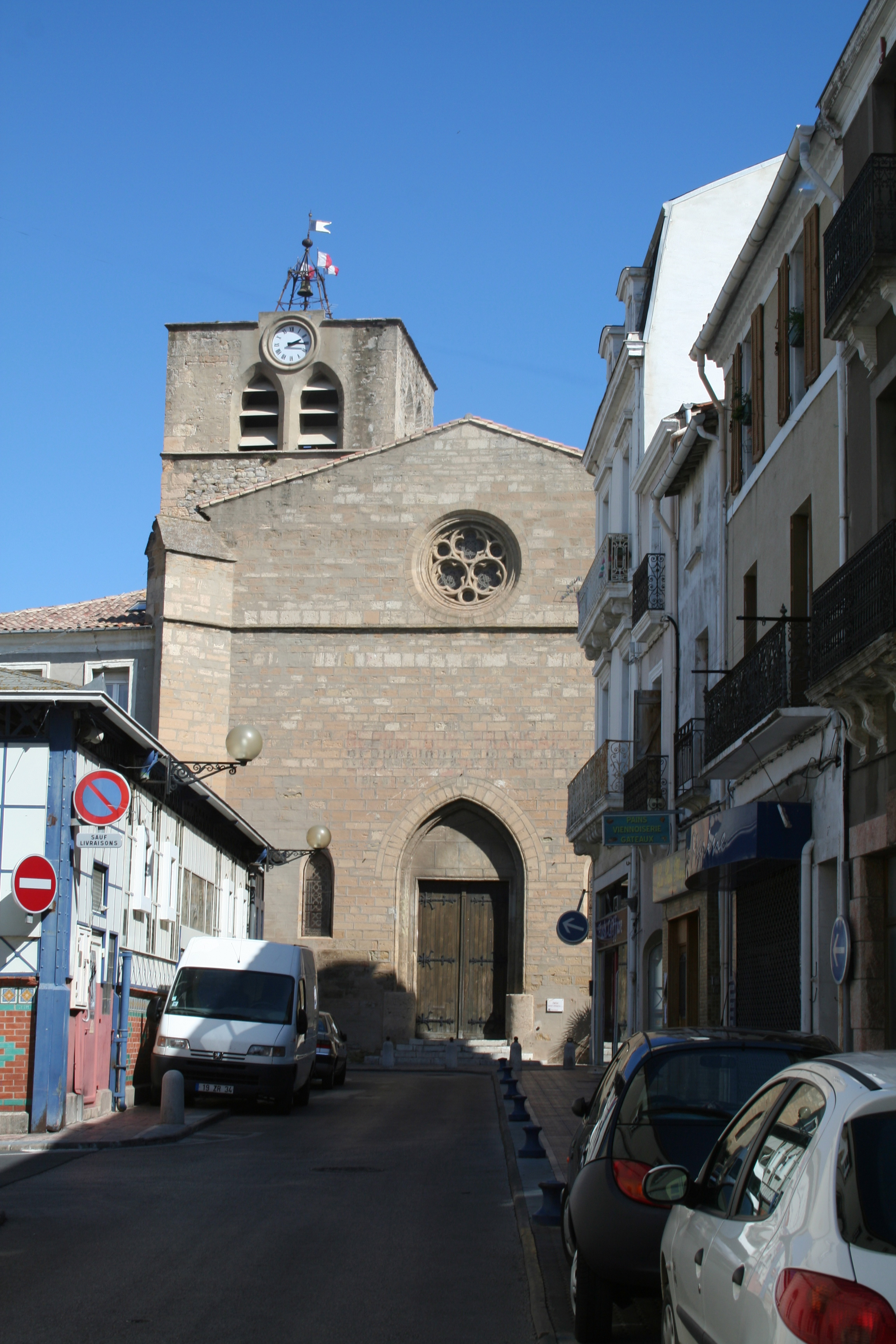
Église Saint-Hilaire de Mèze.
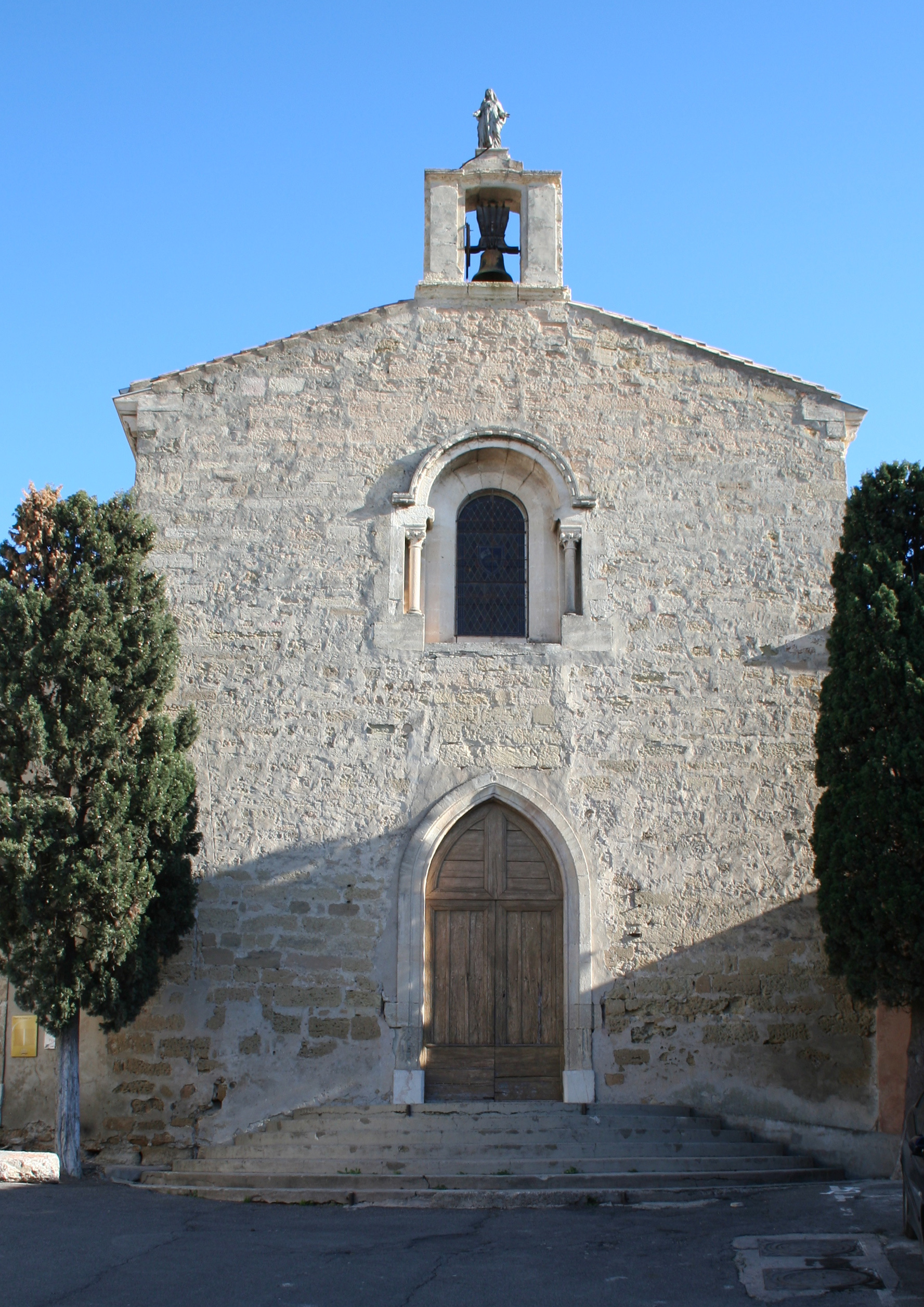
Chapelle des pénitents.
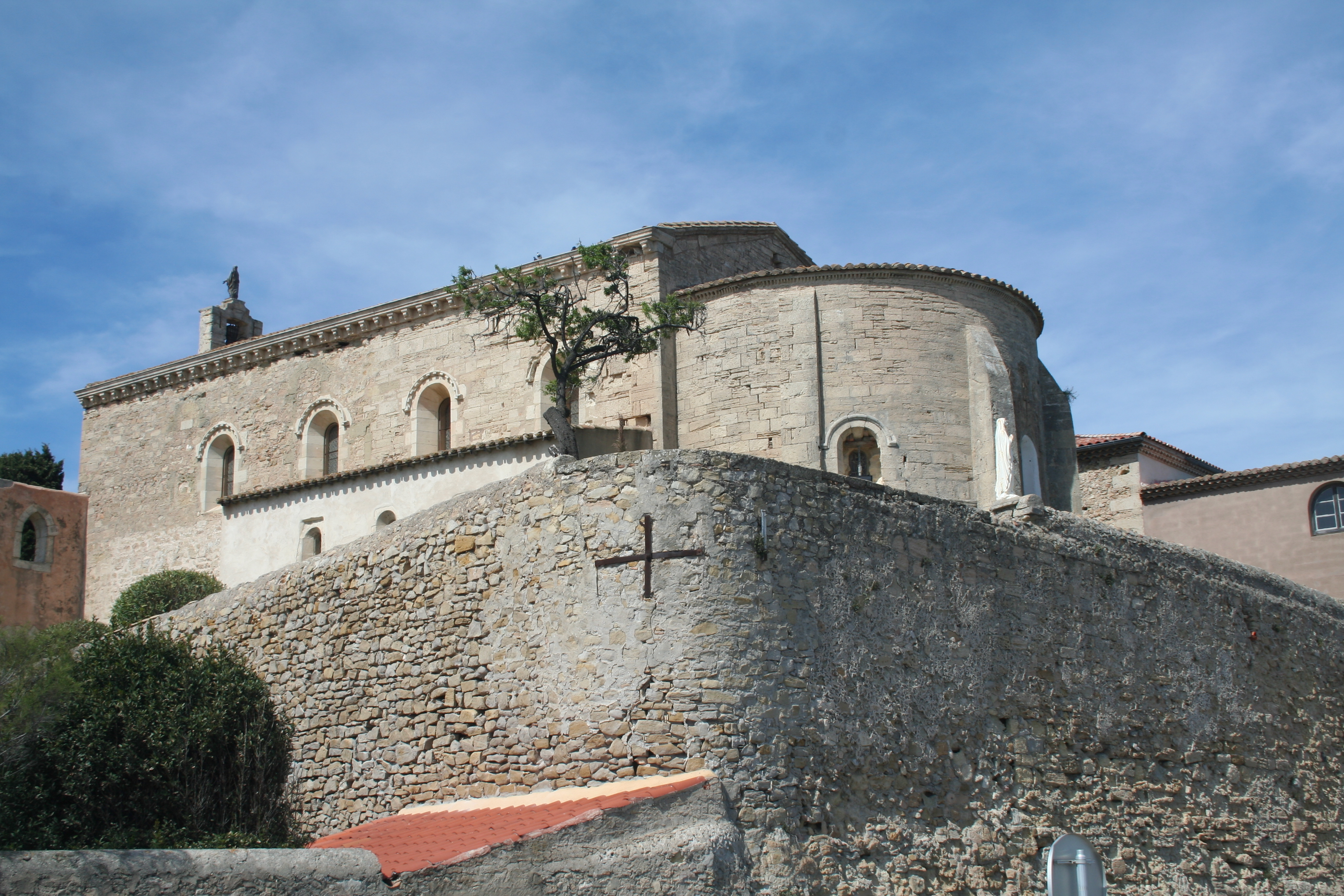
Chapelle des pénitents et remparts.
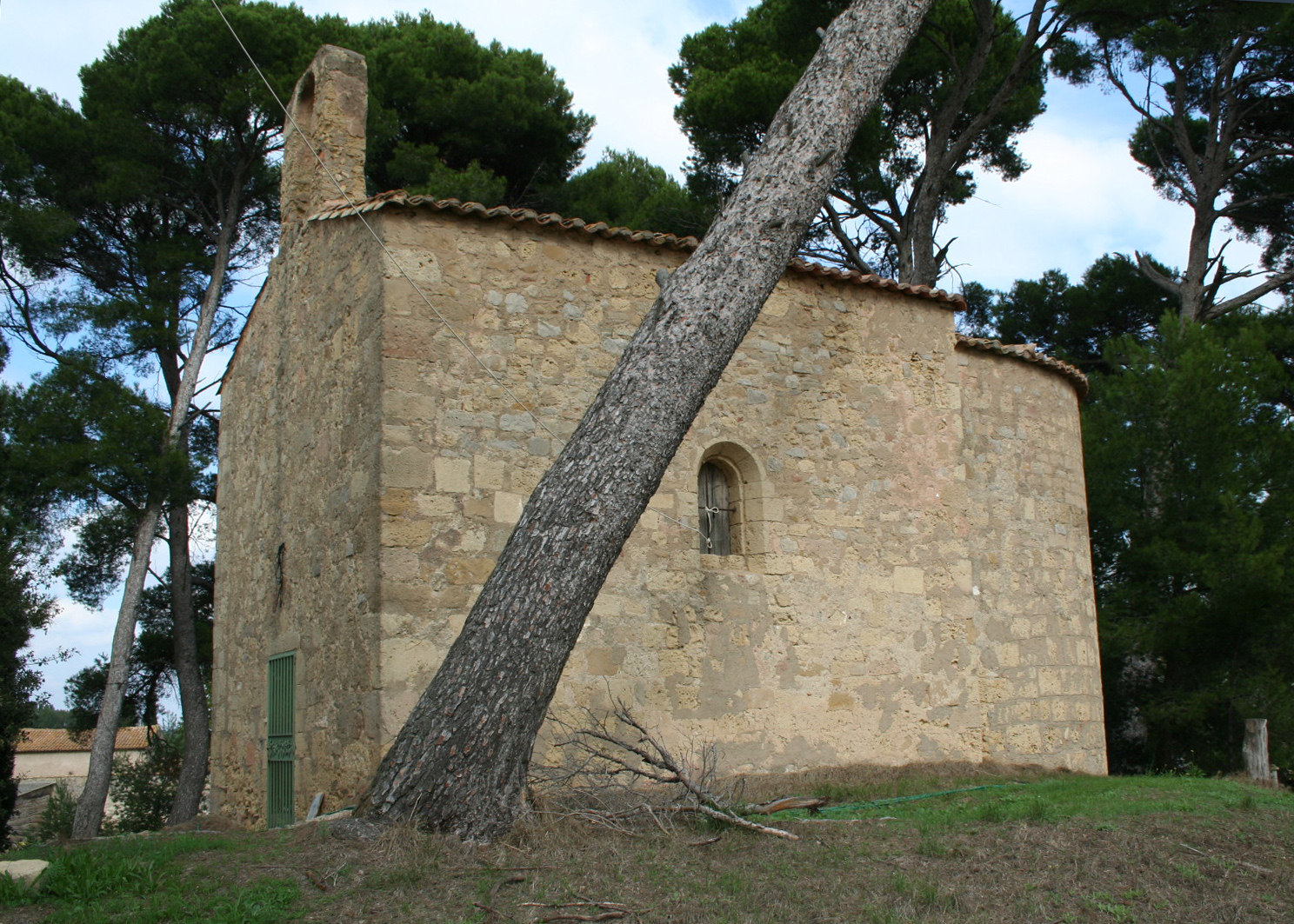
Chapelle Saint-Martin de Caux.

Autres lieux et monuments
- Port de pêche

- Port de plaisance

- Écosite : station de lagunage

S'étendant sur 12 hectares, la station de lagunage, mise en service en 1980, traite les eaux de Mèze et de Loupian (8 000 à 25 000 eq. habitants). Le site abrite un centre de recherche et a une vocation pédagogique. Sa construction fait suite à un empoisonnement des eaux du bassin de Thau en 1975.
- Plaine des Dinosaures

Musée paléontologique en plein air pour tous publics. Une reconstitution de zone de fouille permet aux plus jeunes de jouer les apprentis paléontologues.
- Monument aux morts de la Première Guerre mondiale

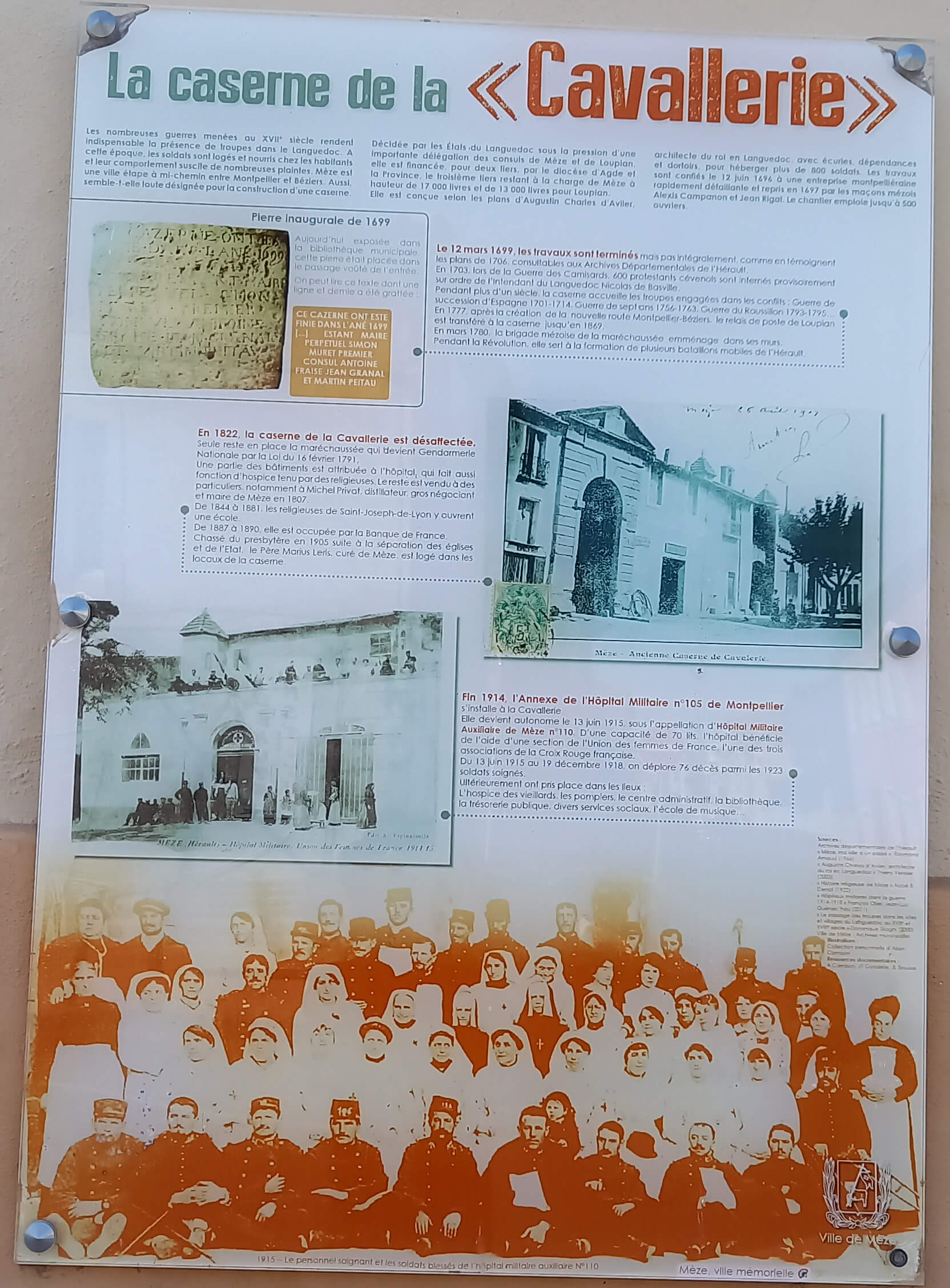
Hôpital auxiliaire 1914-1918.

- Ancienne caserne dite de la « Cavallerie » devenue hôptal civil, couvent, école religieuse et hôpital auxiliaire en 1914-1918[71].

Elle abrite aujourd'hui la médiathèque intercommunale Andrée Chedid.

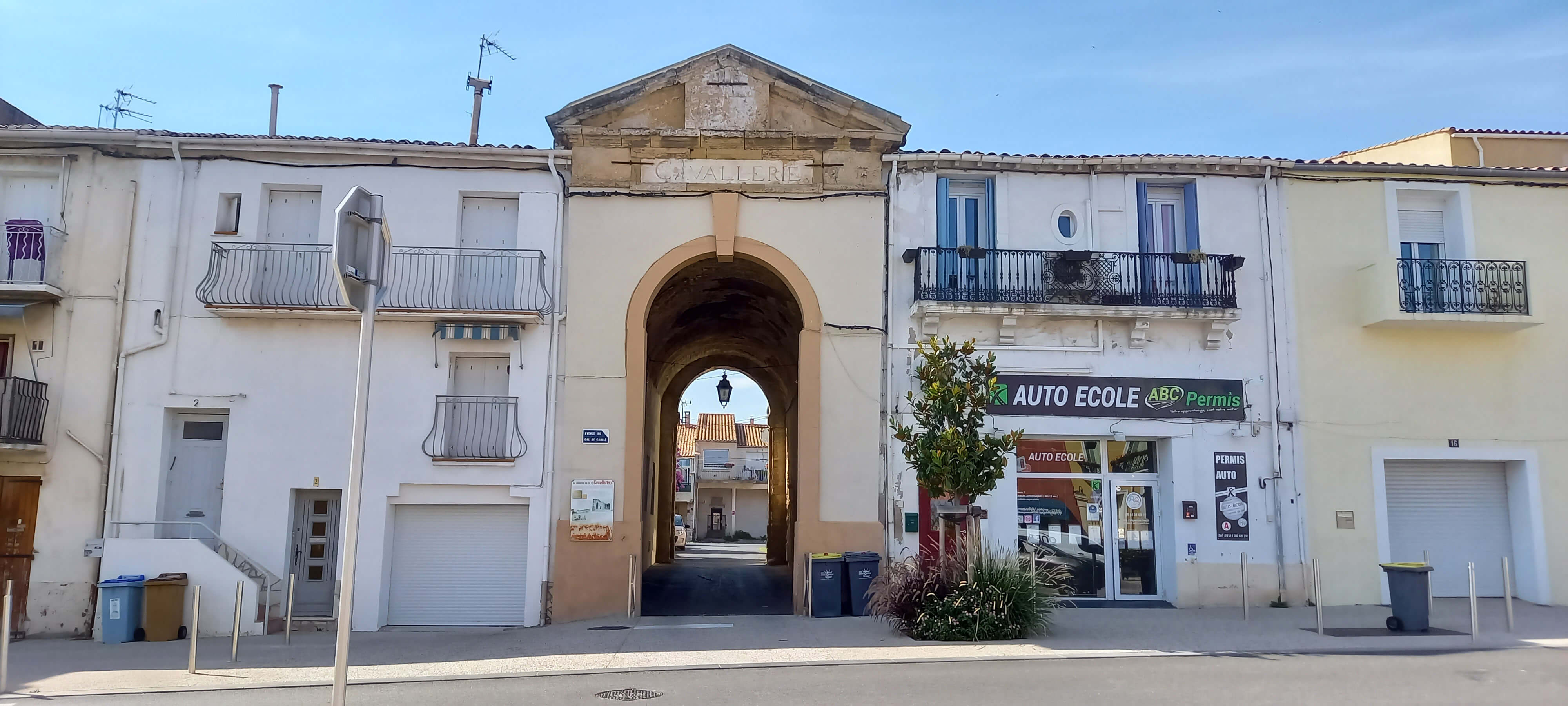
Place Baptiste Milhau.

- Le foyer municipal comprenant au rez-de-chaussée la salle de la République (salle des mariages et du conseil municipal), ainsi que la salle de spectacles Jeanne Oulié à l'étage ; appelé le Foyer des campagnes en 1933, siège notamment de la Croix-Rouge à cette époque[72].

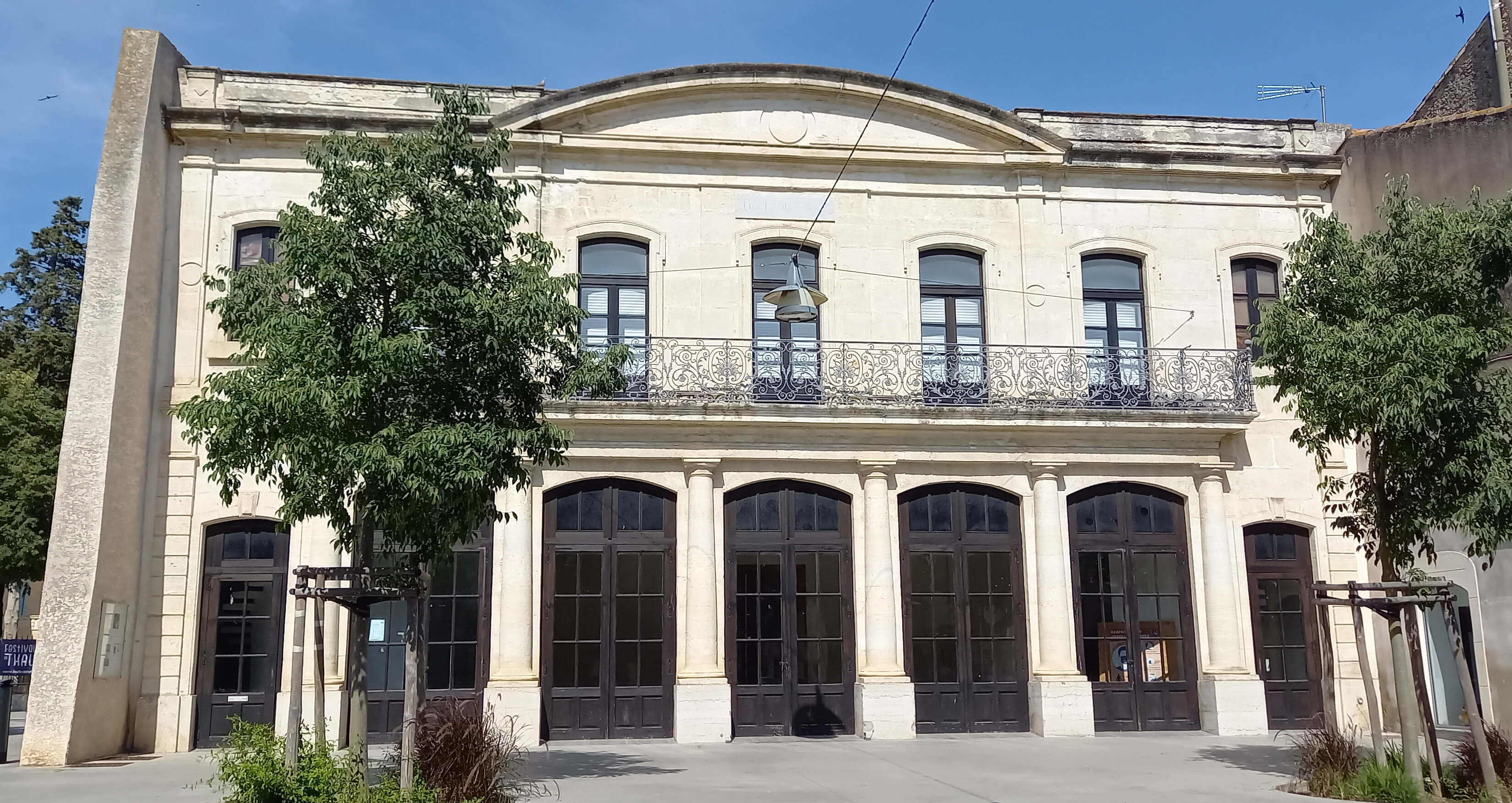
25 rue Sadi Carnot.

Espaces verts
- Ville fleurie

Mèze est une ville fleurie avec deux fleurs au concours des villes et villages fleuris.
- Le parc du Sesquier

Autour d'un lac, une balade se présente avec un parcours santé tout du long. Cet espace vert de 34 hectares est destiné au sport et à la détente. Il est relié au réseau de pistes cyclables de Mèze.

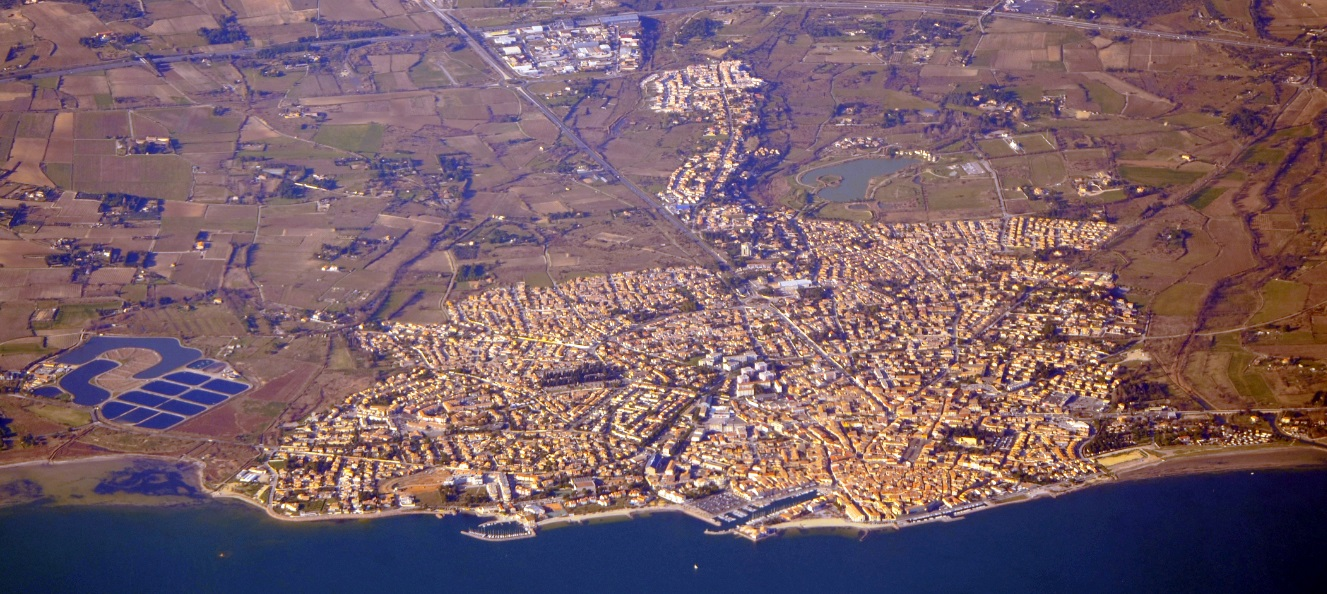
Vue aérienne de Mèze.
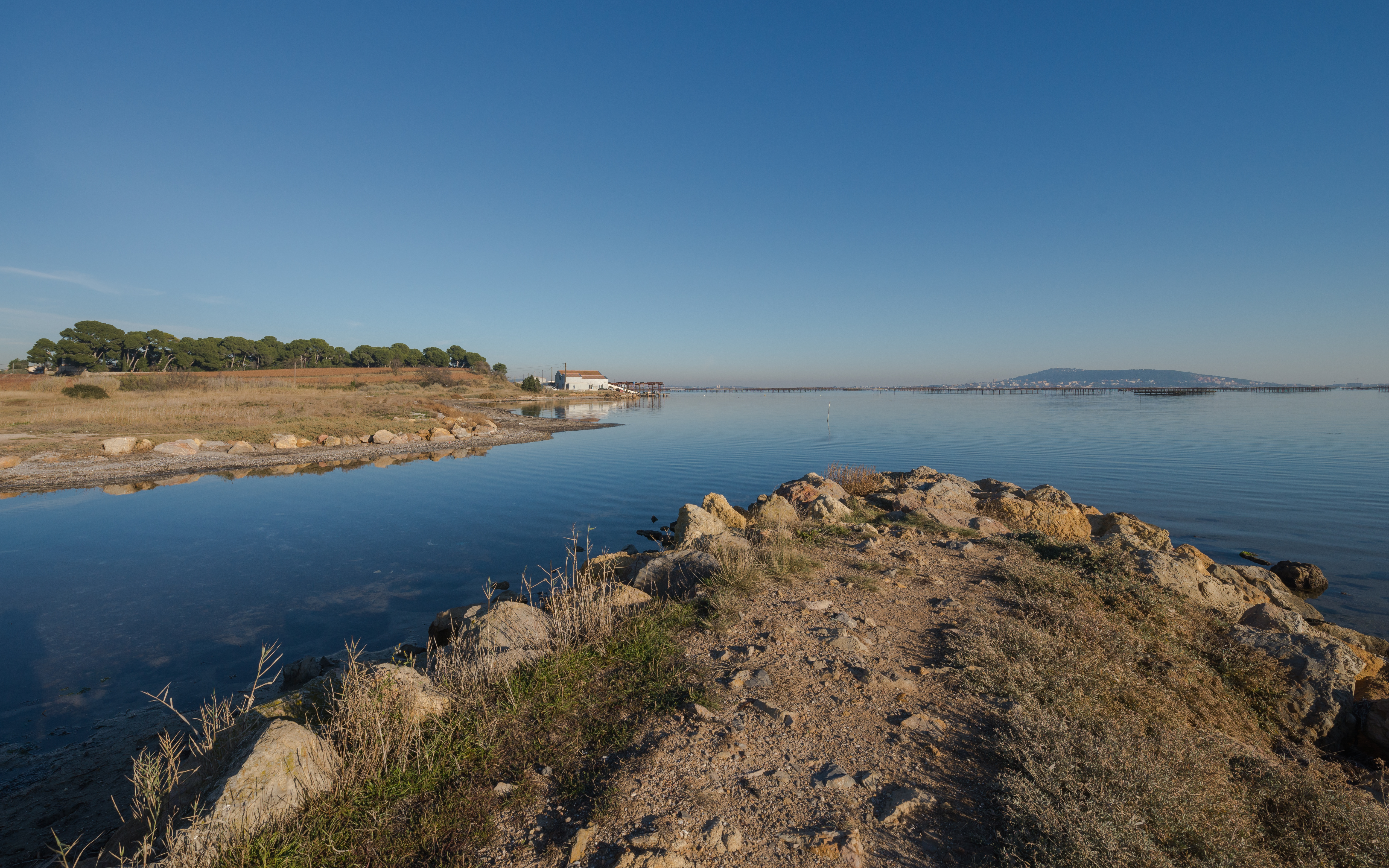
L'étang de Thau et vue sur Sète et Loupian.
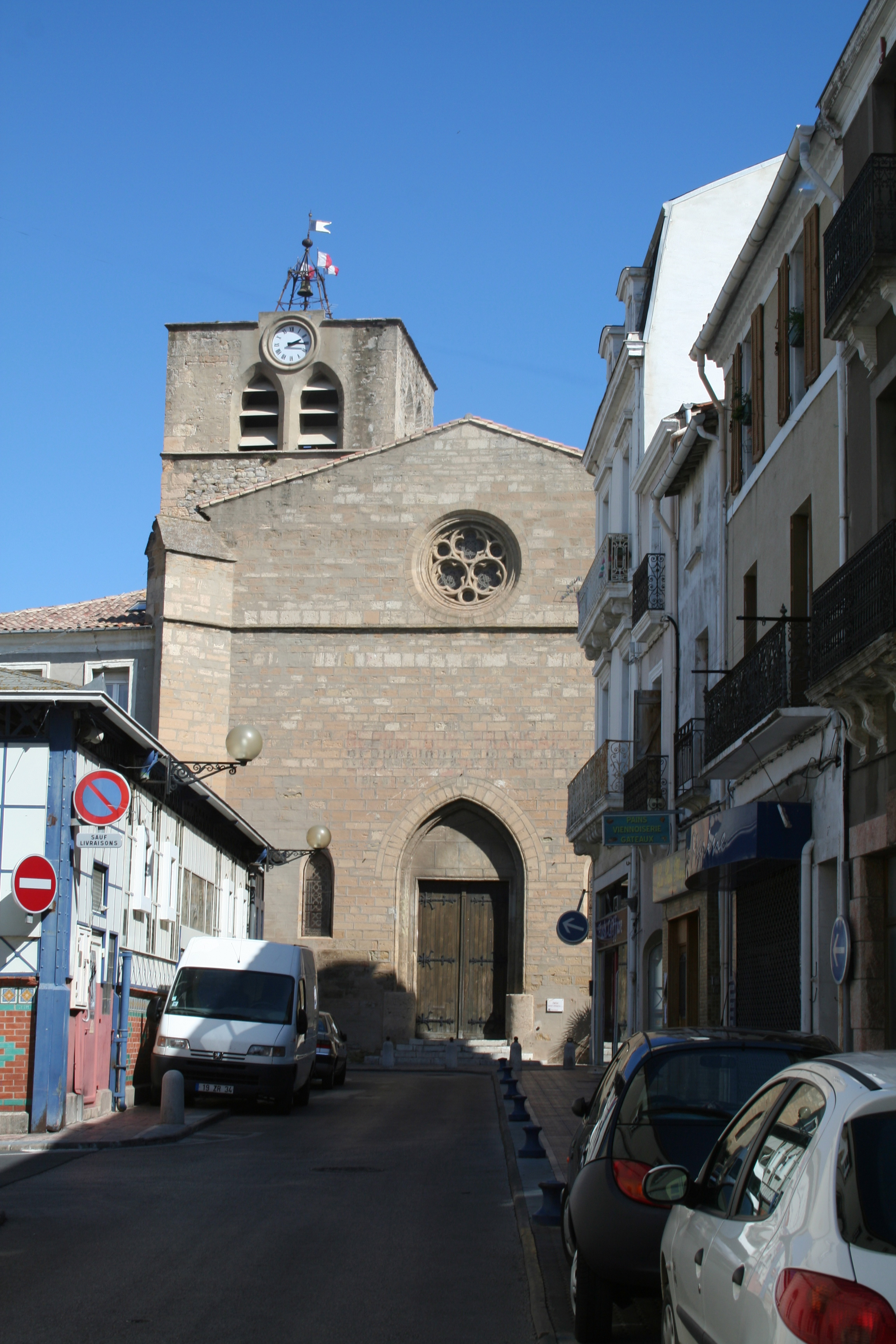
L'église Saint-Hilaire.
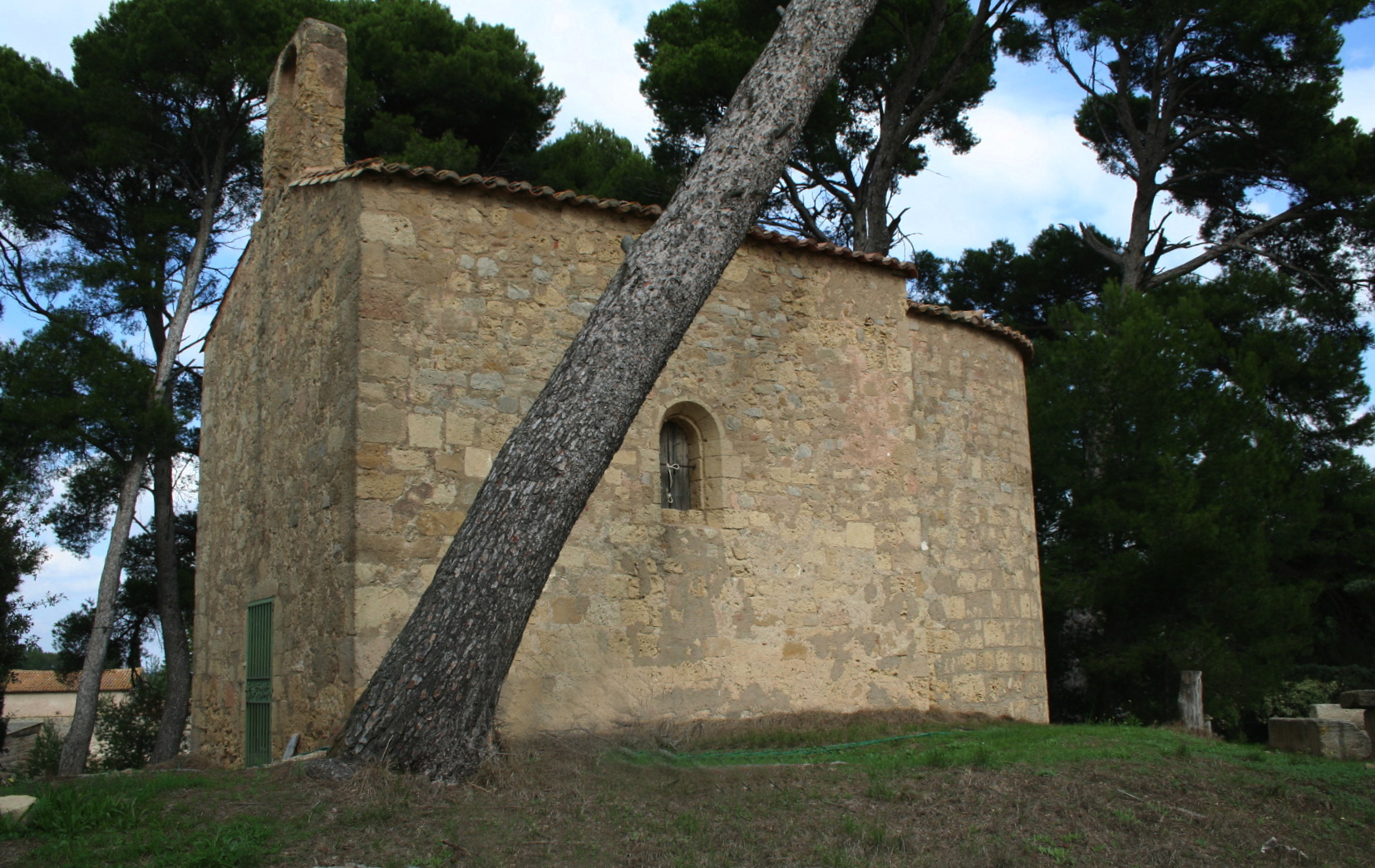
L'église Saint-Martin-de-Caux.
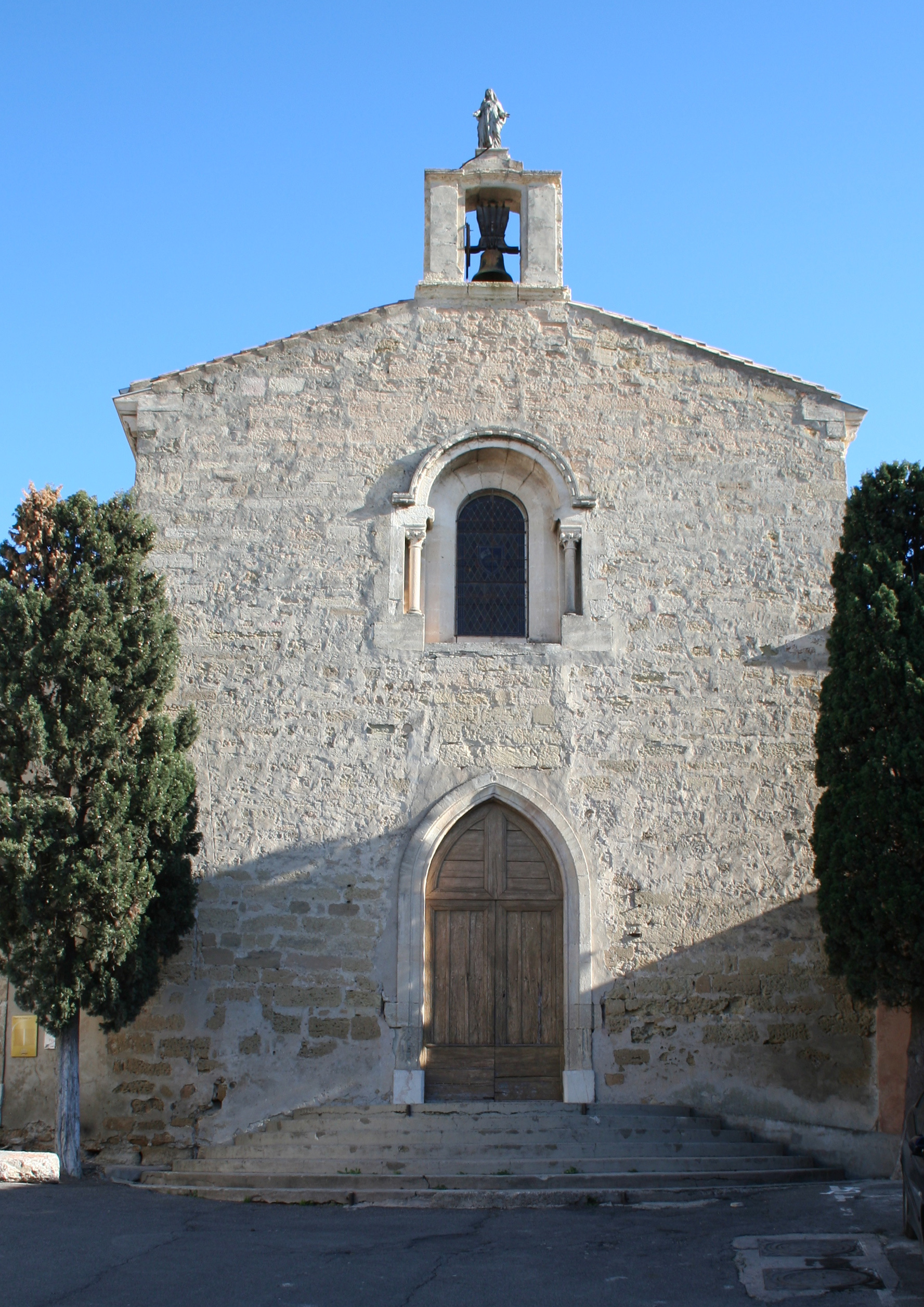
Chapelle des pénitents.
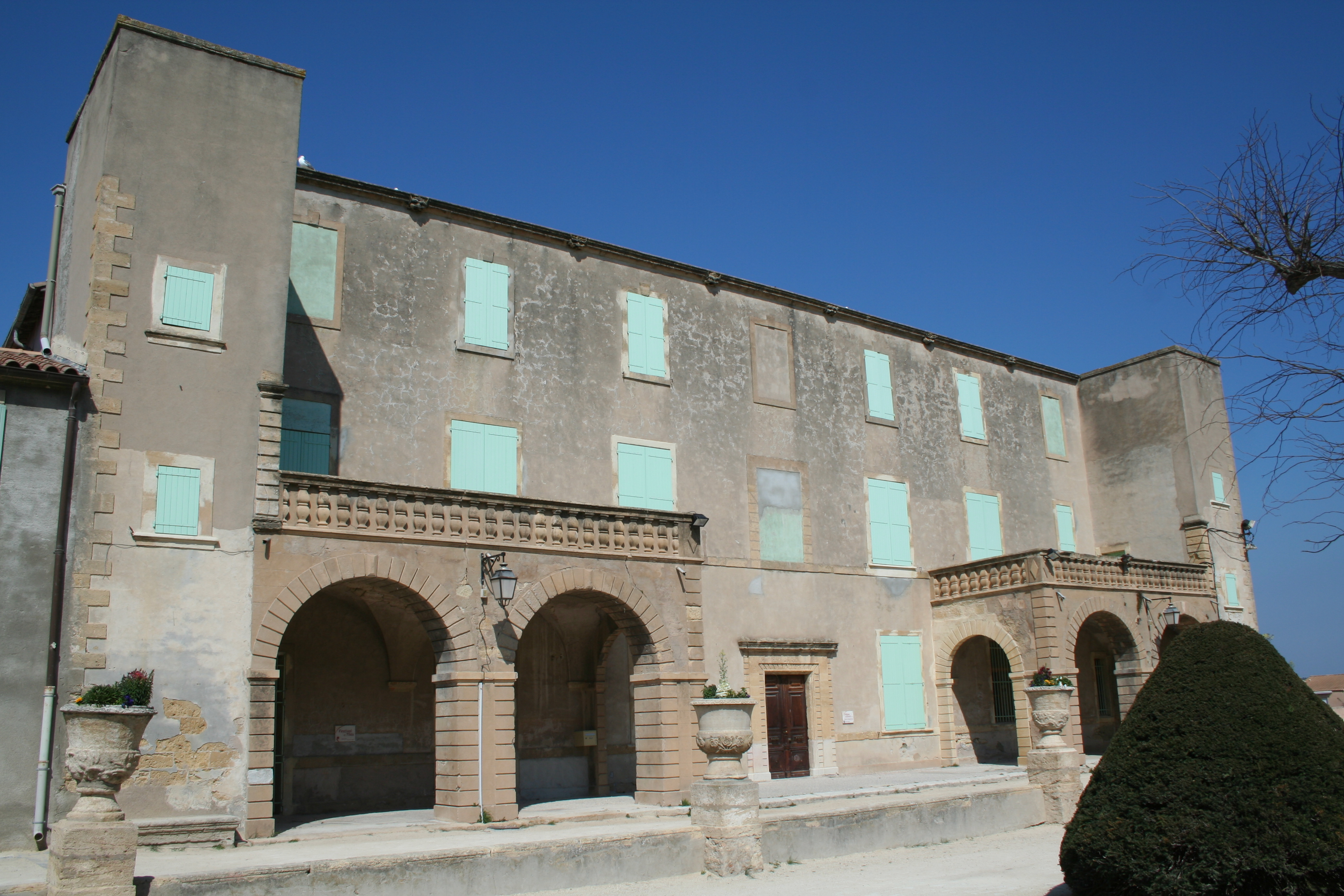
Le château Girard.
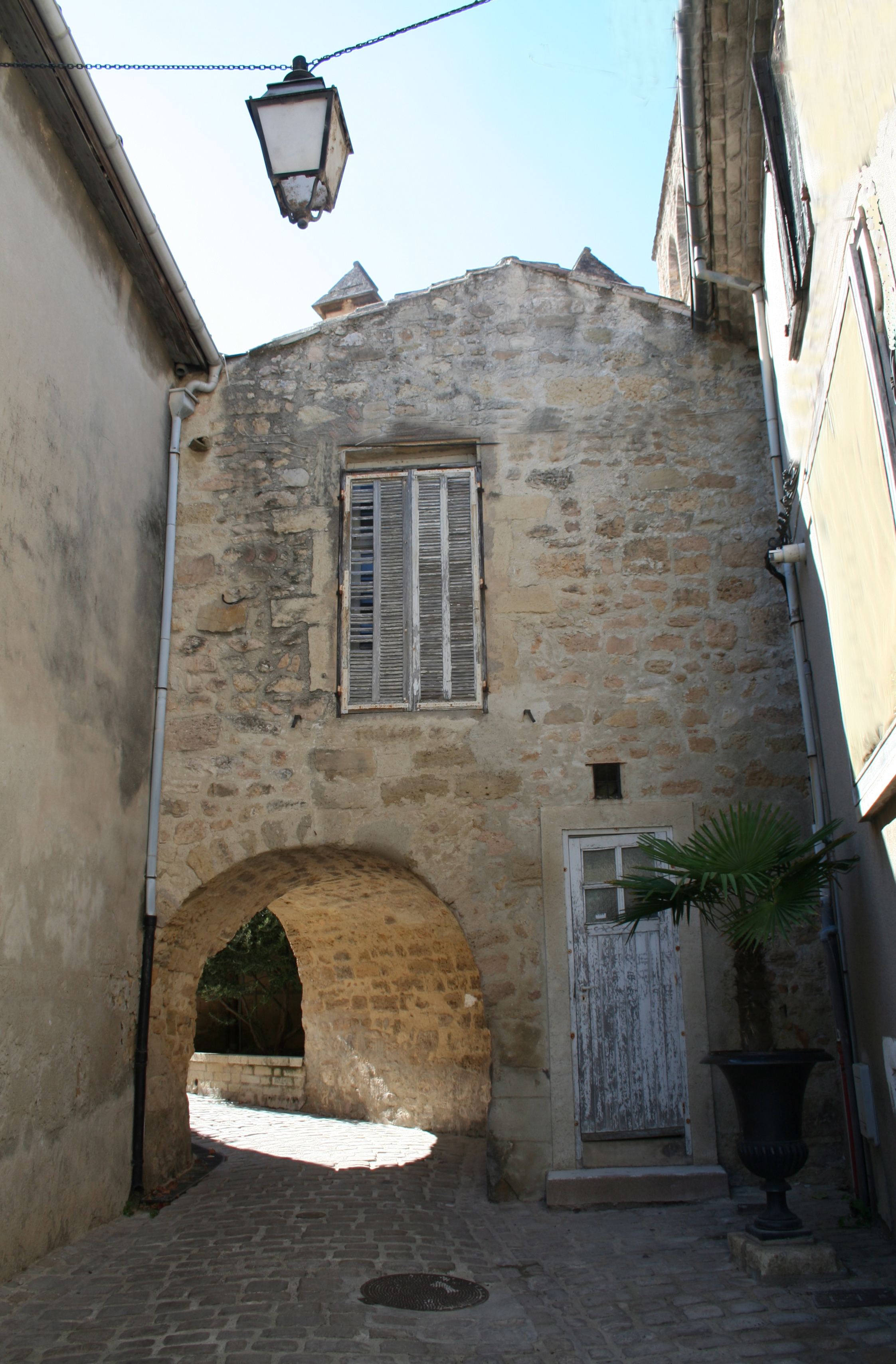
Passage au cœur du vieux village.
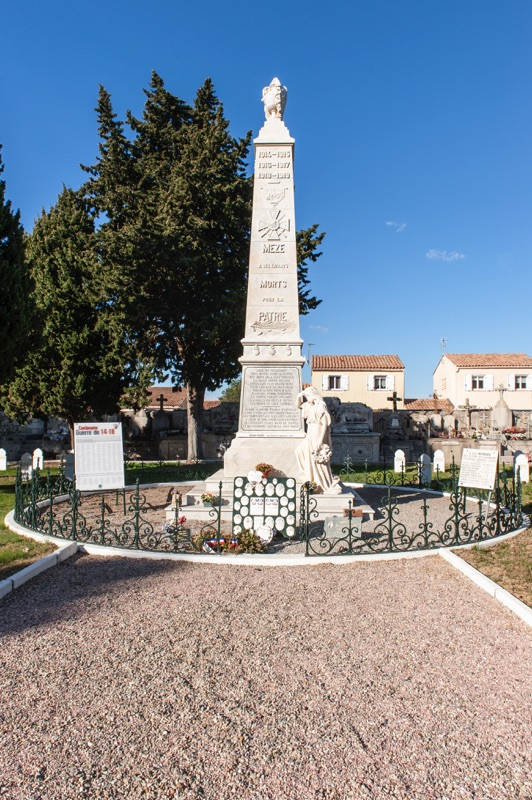
Monument aux morts de Mèze.

### Personnalités liées à la commune
- Hippolyte Charamaule, avocat héraultais et militant d'extrême gauche du XIXe siècle, né à Mèze le 13 avril 1794. Le 18 septembre 1848, aux côtés de Victor Hugo, il se positionne en faveur de l'abolition totale de la peine de mort[75].
- Vincent Allègre, avocat, parlementaire et gouverneur de la Martinique, mort à Mèze en 1899.
- L'évêque Ange-Marie Hiral, né en 1871 dans la commune. Il a participé à la fondation de communautés religieuses en France, en Belgique, au Canada et en Égypte. Une place de la ville lui est dédiée.
- Henri Calvet (1877-1948), peintre et sculpteur, né à Mèze.
- Jean Milhau (1902-1985), artiste peintre, né à Mèze.
- André Miquel (1929-2022 ), arabisant, Professeur des Universités, Professeur au Collège de France, Administrateur de la Bibliothèque nationale.
- Le chanteur Pierre Vassiliu (né le 23 octobre 1937 à Villecresnes et mort le 27 août 2014 à Sète) a habité la commune.
- Yves Pietrasanta, né à Mèze le 19 août 1939 et mort le 28 mai 2022. Membre fondateur de Génération écologie aux côtés de Brice Lalonde, député européen, vice-président de la région Languedoc-Roussillon, il a présidé le Centre de recherches Mèze Hérault[76] jusqu'à l'an 2000 au sein de l'Ecosite.
- Patric, chanteur occitan, né à Mèze en 1949.
- Christian Delagrange, établi dans la commune depuis quelques années.

## Films ou téléfilms tournés à Mèze
- 2013-2014 : Respire de Mélanie Laurent (scènes tournées au lotissement Lou Souleil en décembre 2013)
- 2012-2017 : Candice Renoir de Brigitte Peskine (scènes tournées à la Mairie, au cimetière et d'autres lieux de la ville)
- 2018 : Le Poulain de Mathieu Sapin (scènes tournées au cimetière et dans la salle de la République en octobre 2017)
- 2023 : Demain nous appartient de Frédéric Chansel